# Tyranozaur
Tyranozaur (Tyrannosaurus) – rodzaj teropoda z rodziny tyranozaurów. Do 2024 roku jedynym gatunkiem z tego rodzaju, którego istnienie zostało potwierdzone i który jest zarazem jednym z najbardziej znanych dinozaurów, był Tyrannosaurus rex.
Tak jak inne późne tyranozauroidy, tyranozaur był dwunożnym mięsożercą z masywną czaszką, a jego ciało było utrzymywane w równowadze przez długi ogon. Obecnie znane są teropody dorównujące długości tyranozaurowi, a nawet większe od niego. Jednak mierząc niemal 13 metrów długości i ważąc do 8870 kilogramów, nadal pozostaje największym znanym tyranozauroidem i jednym z największych znanych drapieżników lądowych wszech czasów.
Skamieniałości gatunku T. rex odkryto w formacjach skalnych zachodniej części Ameryki Północnej, datowanych na ostatnie trzy miliony lat okresu kredy (późny mastrycht, około 68,5–65,5 miliona lat temu). Był to jeden z ostatnich dinozaurów, nie licząc ptaków. Wyginął podczas wielkiego wymierania kredowego. Odnaleziono około 30 okazów, z czego niespełna połowa to w miarę kompletne szkielety. Udało się również odkryć niewielką ilość pozostałości tkanek miękkich zwierzęcia. Materiał kopalny okazał się wystarczający do przeprowadzenia badań dotyczących, między innymi, tempa wzrostu tyranozaura i jego biomechaniki. Wiele aspektów jego życia, jak zdobywanie pożywienia, fizjologia czy osiągana szybkość, pozostaje jednak przedmiotem sporów.

## Morfologia

Porównanie rozmiarów wybranych gatunków wielkich teropodów

Porównanie wielkości kilku najbardziej znanych okazów gatunku Tyrannosaurus rex i człowieka

Tyrannosaurus rex był jednym z największych lądowych drapieżników w historii Ziemi. Największy odnaleziony dotąd, a zarazem najbardziej kompletny okaz to szkielet z Muzeum Historii Naturalnej w Chicago oznaczony jako FMNH PR2081, szerzej znany pod nieformalnym imieniem „Sue”. Są to pozostałości osobnika mierzącego 12,8 metra długości i 4 m wysokości (mierzonej od ziemi do stawów biodrowych). Znane są pojedyncze skamieniałości, czy nawet bardzo niekompletne szkielety mogące należeć do jeszcze większych osobników, jednak oparte na tych skamielinach szacunki nie są pewne. Na przykład szkielet tyranozaura odkrytego przez zespół pod kierownictwem Jacka Hornera w 2000 w Montanie, oznaczonego MOR 1126 (nazywanego „C-rex” lub „Celeste”), według wstępnych szacunków poprzedzających dokładniejsze badania miałby być o 10% większy od szkieletu „Sue”.
W historii badań nad tyranozaurem proponowano różne oszacowania masy jego ciała: od niespełna 4500 kg, przez 7200 kilogramów do 9500 kg w przypadku największych osobników, a nawet powyżej 10 ton. Campione et al. uzyskali zakres od 4660 kg (dolne oszacowanie okazu MOR 555) do 10007 kg (górne oszacowanie okazu RSM P2523.8). Obecnie większość szacunków zamyka się w przedziale od 4469 do 8870 kg. Choć Tyrannosaurus rex osiągał większe rozmiary niż późnojurajski teropod Allosaurus, był jednak nieco mniejszy od kredowych drapieżników z rodzajów Spinosaurus i Giganotosaurus.
Szyja tyranozaura była zakrzywiona na kształt litery S, podobnie jak u innych teropodów. Była jednak krótsza i bardziej umięśniona, ponieważ dźwigała ciężką głowę. Kończyny przednie składały się z dwóch palców z pazurami i jednego szczątkowego – osiągały one małe rozmiary w porównaniu z resztą ciała, miały jednak mocną budowę. W przeciwieństwie do nich tylne były pod względem proporcji do całkowitej długości zwierzęcia jednymi z najdłuższych wśród wszystkich teropodów. Ogon był bardzo ciężki i długi (czasami składał się z ponad 40 kręgów) i stanowił przeciwwagę dla ciężkiej głowy i tułowia. W związku z dużymi rozmiarami zwierzęcia wiele kości było w środku pustych, co zmniejszało masę szkieletu, nie pozbawiając go wytrzymałości.
Największa znana czaszka T. rex (oznaczona MOR 008), odkryta w Montanie w latach 60. XX wieku, miała długość około 1,5 metra. Duże okna w czaszce zmniejszały jej ciężar i zapewniały powierzchnię przyczepu mięśni, podobnie jak u innych dużych mięsożernych teropodów. Jednakże w innych aspektach czaszka tyranozaura była znacząco odmienna od czaszek innych teropodów nienależących do tyranozauroidów. Niezwykle szeroka w tylnej części, miała wąski pysk, co dawało zwierzęciu możliwość widzenia stereoskopowego. Kości czaszki były masywne, a niektóre z nich, jak na przykład kości nosowe, spojone ze sobą, co sprawiało, że nie zmieniały położenia względem siebie. Tyranozaur miał jednak wiele kości pneumatycznych, co mogło zapewniać im większą elastyczność, jak i zmniejszać masę czaszki. Dzięki tym i innym wzmocnieniom czaszki T. rex miał największą siłę szczęk spośród wszystkich dinozaurów oraz jedną z największych spośród wszystkich poznanych dotychczas zwierząt.

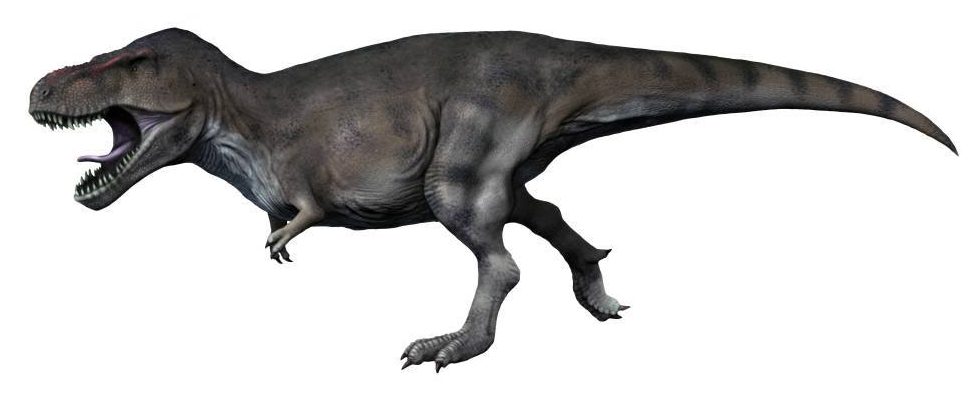
Artystyczna rekonstrukcja

Podobnie jak inne tyranozauroidy, T. rex miał uzębienie wyraźnie heterodontyczne. Jego zęby premaksillarne (położone w przedniej części górnej szczęki, odpowiadające siekaczom) były gęsto rozmieszczone i zakrzywione do tyłu. W przekroju miały kształt litery D, miały piłkowane krawędzie, a ich czubki kształtem przypominały dłuto. Kształt zębów zmniejszał ryzyko ich wypadnięcia w chwili, gdy tyranozaur gryzł i szarpał ciało ofiary. Duże ślady po ugryzieniach znajdowane na szkieletach innych dinozaurów wskazują, że tego typu zęby mogły przecinać nawet twarde kości. Często odnajduje się zużyte lub połamane zęby tyranozaura, ale w przeciwieństwie do zębów ssaków mogły być wymieniane przez całe życie zwierzęcia. Pozostałe zęby także były mocne, jednak ze względu na zakrzywienie kształtem przypominały bardziej banany niż sztylety. Podobnie jak zęby przedszczękowe (premaksillarne), miały piłkowane krawędzie. W porównaniu z nimi były szerzej rozstawione. Zęby szczęki były większe od wszystkich zębów żuchwy z wyjątkiem występujących w jej tylnej części. Największy znaleziony dotąd ząb tyranozaura miał długość 30,5 cm (wliczając w to długość korzenia), co czyni go największym znanym zębem mięsożernego dinozaura. Jego wargi zakrywały mu zęby. Inteligencja T. rex była równa z obecnymi krokodylami.

## Klasyfikacja
Tyrannosaurus jest zaliczany do nadrodziny tyranozauroidów (Tyrannosauroidea), rodziny tyranozaurów (Tyrannosauridae) i podrodziny Tyrannosaurinae. Do tej podrodziny należały również m.in.: północnoamerykański rodzaj daspletozaur i azjatycki tarbozaur (oba te rodzaje w historii badań nad nimi były przez niektórych naukowców utożsamiane z tyranozaurem). Teropody z rodziny tyranozaurów dawniej były powszechnie uważane za potomków starszych grup wielkich teropodów, jak megalozauroidy czy karnozaury. Chatterjee w 1985 zasugerował, że tyranozaury mogą być potomkami rauizuchów. Nowsze analizy kladystyczne wskazują jednak na przynależność tyranozaurów do celurozaurów.
W 1955 Jewgienij Malejew na podstawie skamieniałości odkrytych w Mongolii opisał nowy gatunek tyranozaura, Tyrannosaurus bataar. W 1965 zasugerowano, że zwierzę to nie należy do rodzaju Tyrannosaurus, lecz do nowego rodzaju, dla którego zaproponowano nazwę Tarbosaurus; mimo to niektóre analizy kladystyczne nadal sugerowały, że Tarbosaurus bataar był taksonem siostrzanym do gatunku Tyrannosaurus rex, w związku z czym bywał on klasyfikowany jako azjatycki gatunek z rodzaju Tyrannosaurus. Jørn Hurum i Sabath (2003), badając czaszkę tarbozaura i porównując ją z czaszką tyranozaura, stwierdzili, że czaszka azjatyckiego teropoda była węższa od czaszki jego amerykańskiego kuzyna, a w chwili zaciśnięcia szczęk rozłożenie nacisku w czaszce u obu gatunków byłoby diametralnie różne; pod tym względem tarbozaur bardziej przypominał innego azjatyckiego przedstawiciela rodziny tyranozaurów, aliorama. Currie, Hurum i Sabath (2003) w swej analizie kladystycznej doszli do wniosku, że taksonem siostrzanym do tarbozaura był nie tyranozaur, lecz alioram; wynik ten potwierdza, że Tyrannosaurus i Tarbosaurus są odrębnymi rodzajami.
W tych samych formacjach skalnych, w których odkryto skamieniałości tyranozaura, znaleziono też skamieniałości zwierząt pierwotnie klasyfikowanych jako odrębne taksony z rodziny Tyrannosauridae, takich jak np. rodzaj Aublysodon, czy gatunek Albertosaurus megagracilis, w 1995 zaliczony przez George’a Olshevsky’ego do odrębnego rodzaju Dinotyrannus. Obecnie jednak te taksony są powszechnie uznawane za młodsze synonimy T. rex, opisane na podstawie młodych osobników tego gatunku. Wyjątkiem może być jednak osobnik poznany na podstawie niewielkiej (60 cm długości), prawie kompletnej czaszki odkrytej w Montanie. Na jej podstawie Charles Whitney Gilmore opisał w 1946 nowy gatunek gorgozaura (Gorgosaurus lancensis); Bakker, Williams i Currie (1988) zaliczyli go do odrębnego rodzaju Nanotyrannus. Opinie na temat przynależności rodzajowej N. lancensis są jednak podzielone; wielu paleontologów uważa, że w rzeczywistości odkryta czaszka należy do młodego osobnika T. rex. Niemniej czaszki obu gatunków wykazują pewne różnice anatomiczne (np. N. lancensis ma więcej zębów niż T. rex); w związku z tym część naukowców zaleca ostrożność i proponuje nie utożsamiać ostatecznie nanotyrana z tyranozaurem do czasu, gdy nowe badania czy odkrycia nie dadzą ku temu lepszych podstaw.
Choć opisano także kilka innych gatunków (m.in. T. luanchuanensis czy T. turpanensis), to obecnie są one uznawane za nomina dubia, prawdopodobne młodsze synonimy T. rex, opisane na bazie osobników młodocianych, bądź za przedstawicieli innych rodzajów. W 2024 roku opisano kolejny gatunek tyranozaura – T. mcraeensis.

### Manospondylus

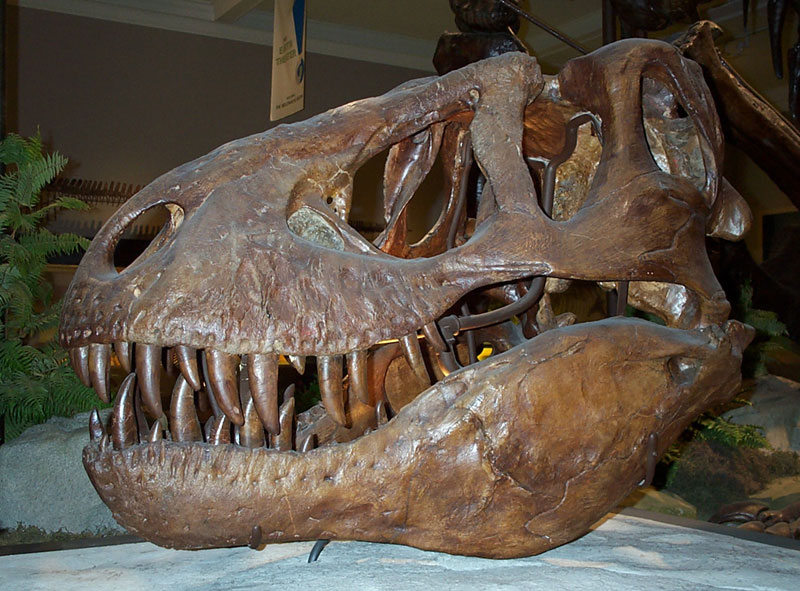
Czaszka T. rex (gatunek typowy) w Muzeum Historii Naturalnej Carnegiego, niedokładnie odtworzona za pomocą gipsu na podstawie czaszki allozaura (obecnie zdemontowana)

Na pierwsze skamieniałości, które można przypisać do gatunku Tyrannosaurus rex, składają się dwa niekompletne kręgi (z których jeden zaginął), odkryte przez Edwarda Drinkera Cope’a w 1892 i opisane jako należące do zwierzęcia o nazwie Manospondylus gigas. Już w 1917 Henry Fairfield Osborn dostrzegł podobieństwa pomiędzy M. gigas oraz T. rex. Jednakże z powodu fragmentarycznego charakteru kręgów manospondyla nie był w stanie ustalić, czy gatunki te są tożsame.
Kontrowersje zaczęły się w czerwcu 2000, gdy pracownicy Black Hills Institute odkryli kości tyranozaura w Dakocie Południowej w miejscu, w którym wcześniej odnaleźli gatunek M. gigas. Orzeczono, że stanowią dalsze szczątki tego samego osobnika i należą do gatunku T. rex. Odkrycie to wywołało spór co do tego, jaka powinna być prawidłowa nazwa rodzajowa teropoda powszechnie znanego jako Tyrannosaurus rex; sugerowano, że zgodnie z międzynarodowymi zasadami nazewnictwa zoologicznego, publikowanymi w Międzynarodowym kodeksie nomenklatury zoologicznej (ICZN), nazwa Manospondylus gigas powinna była zastąpić nazwę Tyrannosaurus rex jako zaproponowana wcześniej nazwa tego samego zwierzęcia (starszy synonim). Jednak na kilka miesięcy przed odkryciem nowych skamieniałości z Dakoty Południowej, 1 stycznia 2000, weszły w życie przepisy czwartego wydania ICZN; na ich mocy powszechnie używany młodszy synonim musi zostać utrzymany i uznany za nazwę obowiązującą, jeśli „starszy synonim lub homonim nie był używany jako nazwa obowiązująca taksonu po 1899” i jednocześnie „młodszy synonim lub homonim był używany jako nazwa obowiązująca konkretnego taksonu w co najmniej 25 publikacjach co najmniej 10 autorów w ciągu ostatnich 50 lat…”. Nazwa Tyrannosaurus rex spełnia te warunki i zgodnie z zasadami Kodeksu najprawdopodobniej zostałaby uznana za nomen protectum (nazwę obowiązującą), gdyby do Międzynarodowej Komisji Nomenklatury Zoologicznej wpłynął wniosek o jej zmianę (co do tej pory nie nastąpiło). W takim wypadku Manospondylus gigas zostałby uznany za nomen oblitum (nazwę zapomnianą).

## Paleobiologia
Podobnie jak w przypadku wszystkich dinozaurów, znanych tylko ze skamieniałości, wiele zagadnień dotyczących biologii Tyrannosaurus, wliczając w to zachowanie, ubarwienie, ekologię i fizjologię, pozostaje wciąż nieznanych. Jednakże odkrycia wielu nowych okazów odnalezionych w ostatnich dwudziestu latach pozwoliły na naukowe spekulacje dotyczące szybkości wzrostu, dymorfizmu płciowego, biomechaniki i metabolizmu tych zwierząt.

### Ontogeneza

Wykres przedstawiający hipotetyczne krzywe wzrostu (masa ciała w stosunku do wieku) czterech przedstawicieli rodziny Tyrannosauridae. Tyrannosaurus rex przedstawiony krzywą koloru czarnego

Badania szczątków kilku młodocianych osobników należących do Tyrannosaurus rex umożliwiły naukowcom określenie zmian w zakresie rozwoju osobniczego tego gatunku, oszacowanie przypuszczalnej długości życia oraz ustalenie tempa wzrostu tych zwierząt. Masę najmniejszego okazu (LACM 28471, „Jordański Teropod”) z Muzeum Historii Naturalnej w Los Angeles szacuje się na zaledwie 29,9 kg, podczas gdy największy, PR2081 (zwany „Sue”) z Muzeum Historii Naturalnej w Chicago, ważył prawdopodobnie ponad 5400 kg. Analiza histologiczna kości gatunku T. rex wskazuje, że LACM 28471 miał jedynie 2 lata w momencie śmierci, natomiast „Sue” miał 28 lat. Wiek ten może być zbliżony do maksymalnego osiąganego przez opisywany gatunek.
Ocena histologiczna pozwala też ustalić wiek pozostałych osobników. Nanosząc na wykres dane o wieku poszczególnych osobników i ich masie można uzyskać krzywe wzrostu organizmu. Krzywa wzrostu gatunku T. rex jest S-kształtna, młode osiągały niecałe 1800 kg w wieku średnio 14 lat, od kiedy to masa ciała zaczynała gwałtownie wzrastać. Podczas fazy szybkiego wzrostu młody T. rex przybierał średnio 600 kg rocznie w ciągu czterech kolejnych lat. Z chwilą osiągnięcia wieku 18 lat krzywa wzrostu ulegała spłaszczeniu, co wskazuje, że tempo wzrostu drastycznie spadało. Na przykład tylko 600 kg dzieliło liczącego 28 lat „Sue” od liczącego ich 22 kanadyjskiego osobnika (RTMP 81.12.1) znajdującego się w Royal Tyrrell Museum of Palaeontology. Inne niedawne badania histologiczne wykonane przez innych naukowców potwierdzają te wyniki, ustalając, że szybki wzrost zaczynał zwalniać w wieku około 16 lat. Ta nagła zmiana tempa wzrostu może oznaczać osiągnięcie fizycznej dojrzałości. Hipotezę tę popiera odkrycie tkanki rdzennej w kości udowej T. rex o wieku 16–20 lat z Montany (MOR 1125, znana też jako „B-rex”). Tkanka taka spotykana jest jedynie u samic ptaków podczas jajeczkowania, co oznacza, że „B-rex” był w wieku reprodukcyjnym. W dalszych badaniach ustalono wiek tego osobnika na 18 lat. Krzywe dla innych tyranozaurów są bardzo podobne, chociaż mniejsze jest tempo wzrostu wiążące się z mniejszymi wymiarami.
Wydaje się, że ponad połowa znanych osobników gatunku T. rex zmarła w trakcie sześcioletniego okresu osiągania dojrzałości płciowej. Podobny model spotykany jest u innych tyranozaurów i u niektórych dużych, długo żyjących ptaków i ssaków także dzisiaj. Gatunki te charakteryzują się dużą śmiertelnością noworodków, natomiast względnie małą śmiertelnością osobników młodocianych. Wskaźnik ten wzrasta ponownie po osiągnięciu dojrzałości płciowej, co częściowo jest spowodowane narażeniami, jakie wiążą się z reprodukcją. Niektóre badania sugerują, że rzadkość skamielin młodych osobników gatunku T. rex jest częściowo spowodowana niskim poziomem ich śmiertelności – zwierzęta rzadko umierały w tym wieku, nie ulegały więc często skamienieniu. Ich rzadkość może być jednak spowodowana niekompletnością zapisu kopalnego lub skupieniem się poszukiwaczy skamieniałości na większych, bardziej spektakularnych okazach.

### Dymorfizm płciowy

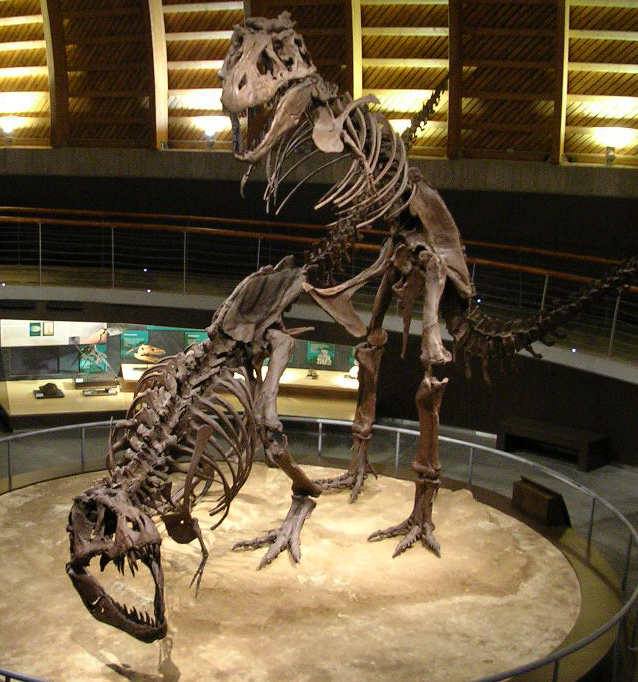
Odlewy szkieletów tyranozaurów ustawione w pozycji imitującej kopulację, Jurassic Museum of Asturies

W miarę poszerzania materiału badawczego o szkielety kolejnych tyranozaurów naukowcy zaczęli analizować różnice pomiędzy poszczególnymi osobnikami. Odkryli oni istnienie dwóch różnych typów budowy, analogicznych do występujących u innych teropodów. Typ odznaczający się masywniejszą budową nazwano „krzepkim”, podczas gdy drugi nazwano „wysmukłym”. Kilka różnic w morfologii obu typów wykorzystano do zbadania istnienia u tyranozaurów dymorfizmu płciowego; uznano przy tym, że typ „krzepki” prawdopodobnie reprezentowały samice. Na przykład miednica kilku przedstawicieli tego typu była szersza, co można łączyć z funkcją składania jaj. Sądzono także, że „krzepka” budowa ciała koreluje z redukcją łuku naczyniowego na pierwszym kręgu ogonowym. Od czasu publikacji Alfreda Romera z 1956 błędnie uznawano, że u krokodyli wielkość tego łuku jest oznaką dymorfizmu płciowego, przy czym miał on być większy u samców niż u samic; przez analogię uznano, że różnice wielkości łuku są też oznaką dymorfizmu płciowego u tyranozaurów i niektórych innych teropodów. Zakładano, że mniejszy łuk naczyniowy u „krzepkich” osobników, utożsamianych z samicami, ułatwiał jajom wydostawanie się z układu rozrodczego, zaś u osobników „wysmukłych”, utożsamianych z samcami, większy łuk miał być dodatkowym miejscem przyczepu mięśni prącia.
W ostatnich latach dowody na istnienie dymorfizmu płciowego zostały osłabione. Badania z 2005 dowiodły, że poprzednie twierdzenia o występowaniu dymorfizmu płciowego w anatomii kości łuku naczyniowego kręgów ogonowych u krokodyli były błędne, co podaje w wątpliwość istnienie dymorfizmu płciowego u gatunku T. rex. W pełni rozwinięty łuk naczyniowy został odkryty na pierwszym kręgu ogona „Sue”, bardzo potężnego osobnika. Oznacza to, że rzeczonej cechy nie można żadnym sposobem użyć do rozróżnienia pomiędzy obiema formami. Ponieważ osobniki z gatunku T. rex znajdowano na rozległym obszarze rozpościerającym się między kanadyjską prowincją Saskatchewan i Nowym Meksykiem, różnice pomiędzy nimi mogą być spowodowane raczej przez różne warunki geograficzne niż dymorfizm płciowy. Mogą one być także związane z wiekiem. Według tej teorii osobniki potężniejsze byłyby po prostu starsze.
Tylko jeden okaz omawianego tu gatunku można definitywnie przypisać określonej płci. Badanie osobnika „B-rex” ujawniło zachowanie tkanek miękkich pomiędzy kilkoma kośćmi. Niektóre z nich zostały zidentyfikowane jako wyspecjalizowane tkanki rdzenne rozwijające się dziś tylko u nowoczesnych ptaków i służące im jako źródło wapnia do produkcji osłonki jaja podczas jajeczkowania. Ponieważ tylko samice ptaków składają jaja, tkankę tę można odnaleźć jedynie u nich, choć samce są zdolne do jej produkcji, jeśli zostaną im wstrzyknięte żeńskie hormony rozrodcze, np. estrogeny. To zaś mocno sugeruje, że „B-rex” to samica, a także, że zginęła podczas wytwarzania jaja. W jednym z badań stwierdzono, że tkanka rdzenna nie występuje u krokodyli, które są – oprócz ptaków – najbliższymi krewnymi dinozaurów, zaś występuje u pterozaurów, grupy archozaurów należących wraz z dinozaurami do kladu Ornithodira. Występowanie tej tkanki zarówno u ptaków, jak i teropodów jest kolejnym dowodem na bliskie ewolucyjne pokrewieństwo tych grup.

### Postawa

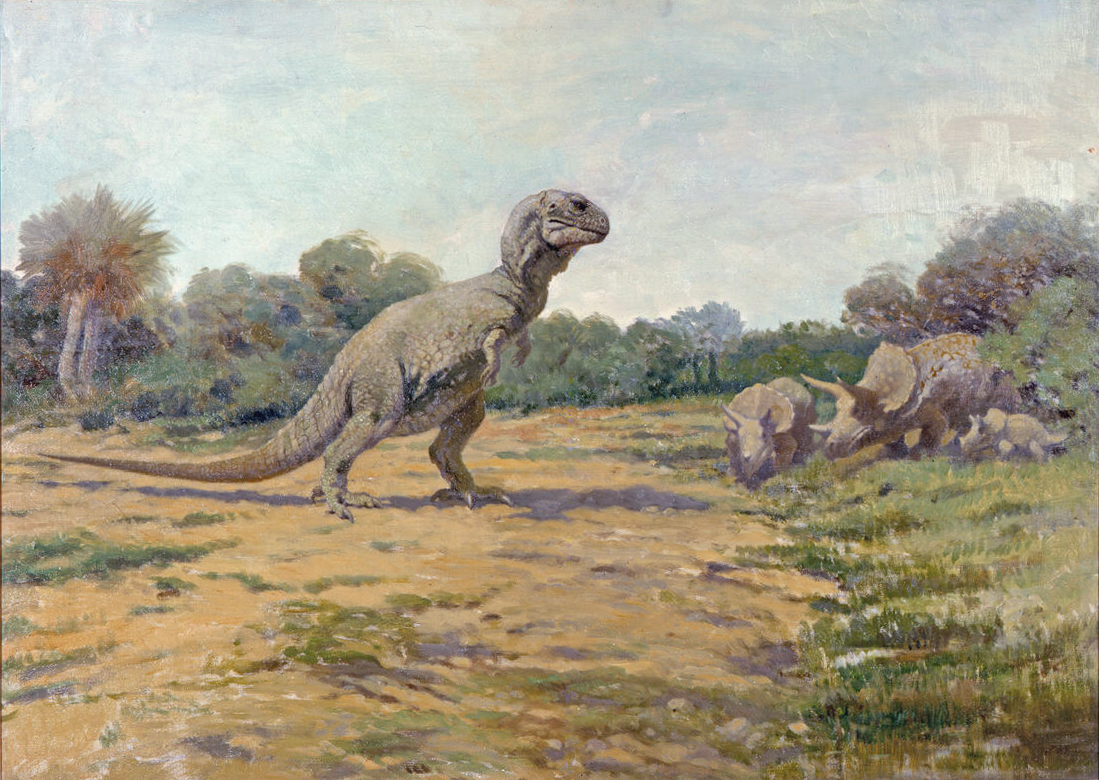
Przestarzałe wyobrażenie (autor: Charles R. Knight) tyranozaura w pozycji „trójnogiej”

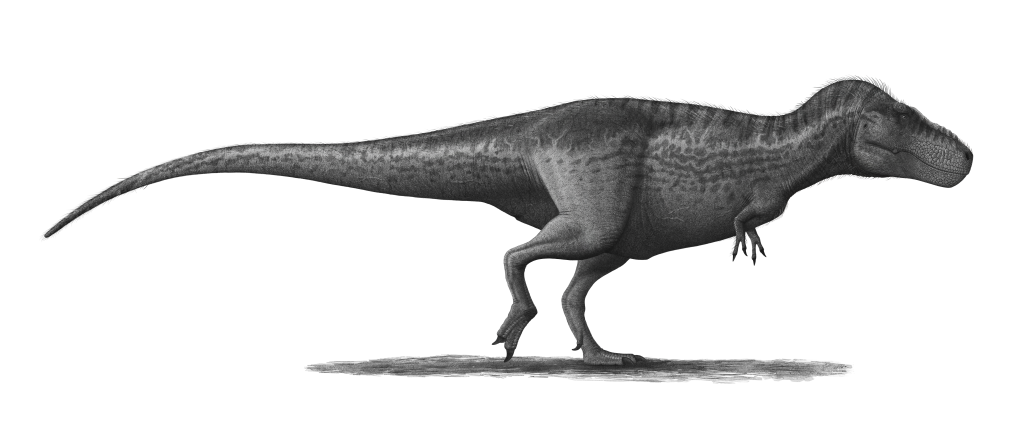
Rekonstrukcja ukazująca współczesne spojrzenie na postawę

Jak wiele dwunożnych dinozaurów, Tyrannosaurus rex był historycznie przedstawiany jako „żyjący trójnóg” o ciele ustawionym pod kątem 45 stopni lub mniejszym w stosunku do pionu i ogonie wlekącym się po podłożu, podobnie jak u kangura. Pomysł ten zapoczątkowała rekonstrukcja hadrozaura Josepha Leidy’ego z 1865, pierwszego przedstawienia dinozaura w postawie dwunożnej. Henry Fairfield Osborn, dawny dyrektor Amerykańskiego Muzeum Historii Naturalnej (AMNH) w Nowym Jorku, wsparł hipotezę o wyprostowanej postawie tyranozaura po odnalezieniu pierwszego kompletnego szkieletu gatunku T. rex w 1915. Był on zmontowany w pozycji wyprostowanej, dopóki nie rozebrano go w 1992. Do 1970 naukowcy zorientowali się bowiem, że ta postawa jest nieprawidłowa i niemożliwa do osiągnięcia przez żyjące zwierzę, pociąga bowiem za sobą zwichnięcie lub rozluźnienie kilku stawów, m.in. biodrowego oraz łączącego głowę z kręgosłupem. Mimo tych niejasności AMNH propagowało podobne przedstawienia w wielu filmach i rysunkach (np. słynny fresk Rudolpha Zallingera The Age Of Reptiles w Peabody Museum of Natural History przy Uniwersytecie Yale) aż do lat dziewięćdziesiątych XX wieku, gdy filmy, na przykład Park Jurajski, ukazały społeczeństwu bardziej właściwą postawę. Obecne wizerunki w muzeach, sztuce, filmach pokazują tyranozaura o ciele w przybliżeniu równoległym do podłoża z ogonem rozciągającym się w tył w celu zbalansowania głowy.

### Kończyny

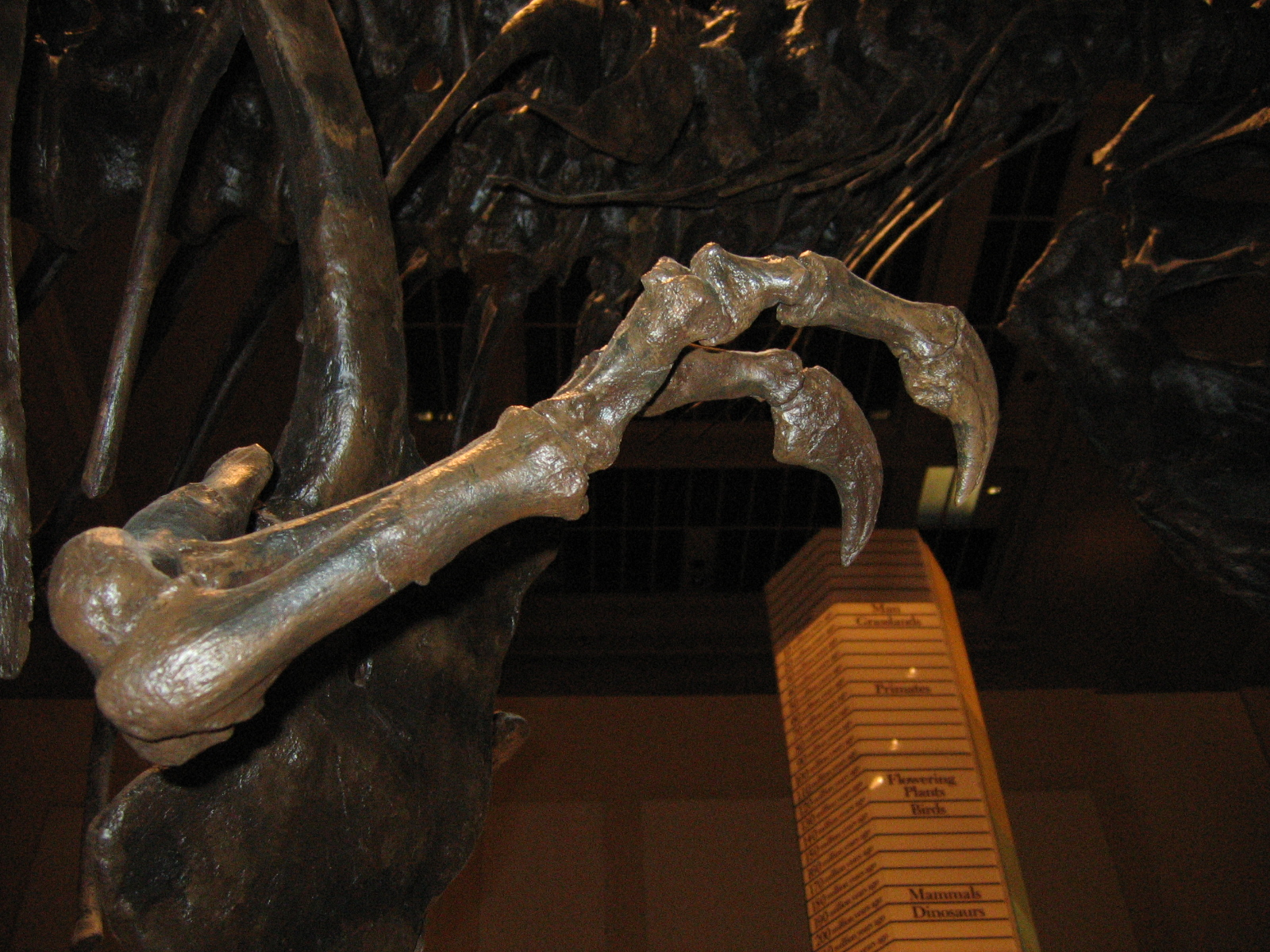
Zbliżenie kończyny przedniej (okaz w Narodowym Muzeum Historii Naturalnej)

Gdy Tyrannosaurus rex został odkryty, kość ramienna była jedyną znaną częścią szkieletu jego kończyny przedniej. We wstępnie zmontowanym szkielecie pokazanym publiczności w 1915 Osborn zastąpił brakujące kości dłuższymi, tworzącymi trzy palce, podobnymi do występujących u allozaura. Jednak rok wcześniej Lawrence Lambe opisał krótką, dwupalczastą kończynę przednią u blisko spokrewnionego gorgozaura. Była to silna sugestia, że T. rex miał podobne, ale ta hipoteza nie zyskała potwierdzenia aż do momentu odkrycia pierwszej kompletnej kończyny przedniej w 1989, należącej do MOR 555 („Wankel rex”). Pozostałości „Sue” także zawierają kompletny zestaw jej kości. Kończyny przednie tyranozaura były bardzo małe w porównaniu z wielkością całego ciała, mierzyły jedynie 1 m długości. Nie były jednak organami szczątkowymi, miały obszerne pola przyczepu mięśni, co oznacza znaczną siłę. Zostało to dostrzeżone już w 1906 przez Osborna, który spekulował, że były one używane do przytrzymywania partnera podczas kopulacji. Zasugerowano także, że zwierzę pomagało sobie nimi, gdy wstawało z leżenia na brzuchu. Jeszcze inna możliwość jest taka, że przytrzymywały one walczącą zdobycz, gdy ta przesuwana była w kierunku szczęk tyranozaura. Hipotezę tę wspierają analizy biomechaniczne. Kości tej kończyny wykazują niezmiernie grubą warstwę korową, oznacza to, że były rozwinięte w kierunku przeciwstawiania się dużym ciężarom. Mięsień dwugłowy ramienia dorosłego tyranozaura sam był zdolny do udźwignięcia około 200 kg; udźwig ten powiększały jeszcze inne mięśnie (jak mięsień ramienny), działające wspólnie z dwugłowym. Przedramię posiadało ograniczany zakres ruchów, staw barkowy i łokciowy pozwalały tylko na odpowiednio 40 i 45° ruchu. Dla porównania: te same stawy u deinonycha umożliwiały mu ruch w zakresie odpowiednio 88 i 130°, kończyna górna człowieka może obracać się o 360° w stawie barkowym i 140° w stawie łokciowym. Silna budowa kości kończyn przednich, duża siła mięśni, ograniczony zakres ruchów wskazują na system stworzony do szybkiego łapania zdobyczy pomimo jej walki i oporu.
Tyranozaur miał dwa w pełni rozwinięte palce na każdej dłoni. Odkrycie kompletnego szkieletu kończyny przedniej w 2007 dowiodło, że miał trzy kości śródręcza, z czego dwie odpowiadały dwóm rozwiniętym palcom, a z trzecią zrośnięte były pozostałości kości trzeciego palca.

### Tkanki miękkie

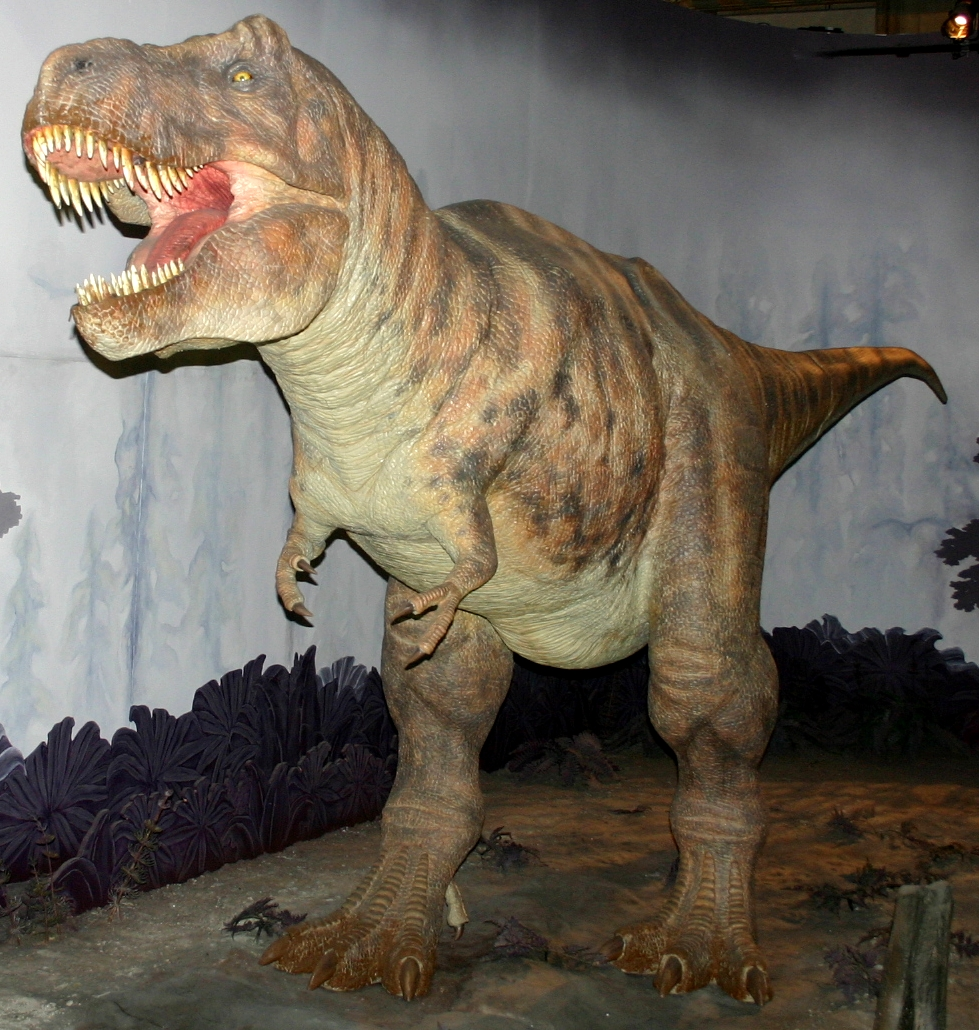
Rekonstrukcja tyranozaura w Muzeum Historii Naturalnej w Londynie

W marcu 2005 Mary Schweitzer i jej współpracownicy z North Carolina State University podali, że udało im się pozyskać tkankę miękką z jamy szpikowej skamieniałej kości nogi tyranozaura liczącego 68 milionów lat. Kość została celowo złamana w celu transportu statkiem i nie została zabezpieczona w zwykły sposób, ponieważ Schweitzer miała nadzieję zbadać ją właśnie pod kątem obecności pozostałości tkanek miękkich. Kości te, pochodzące od osobnika oznaczonego w Museum of the Rockies numerem 1125 (MOR 1125), zostały wydobyte z formacji Hell Creek. W skamielinach rozpoznano pozostałości elastycznych, rozgałęziających się naczyń krwionośnych oraz włóknistą, ale sprężystą strukturę tkanki kostnej. Dodatkowo w tkankach tych znaleziono mikrostruktury przypominające krwinki. Odkryte struktury cechowało podobieństwo do krwinek i naczyń krwionośnych strusia. Badacze nie wiedzą, czy zachowanie się tych tkanek miękkich było spowodowane nieznanymi procesami, innymi niż zwyczajna fosylizacja i czy są one pierwotne, więc są ostrożni z twierdzeniami dotyczącymi tych aspektów. Jeśli jest to pierwotny materiał, wszystkie białka, które w nim przetrwały, mogłyby pośrednio zostać użyte do poznania sekwencji źródłowych dla nich genów. Brak wcześniejszych odkryć tkanek miękkich w tak starym materiale może wynikać z faktu, że badacze, przyjmując zachowanie tych tkanek za niemożliwe, nie szukali ich. Po tym odkryciu, u dwóch kolejnych tyranozaurów i u hadrozaura także znaleziono tkanko-podobne struktury. Badania niektórych z tkanek potwierdzają, że ptaki są bliżej spokrewnione z tyranozaurami niż jakiekolwiek inne współczesne zwierzęta.
W badaniach zamieszczonych w czasopiśmie „Science” w kwietniu 2007, Asara i współpracownicy zauważyli, że 7 śladów kolagenu wykrytych w oczyszczonej kości tyranozaura najbardziej przypomina kolagen kury domowej, w mniejszym zaś stopniu żab i traszek. W późniejszych badaniach zakwestionowano jednak to odkrycie, powołując się na znaczące braki w opisie statystycznym eksperymentu (nie udowodniono, że znalezione peptydy i ich utożsamienie jest bardziej istotne statystycznie niż dla przypadkowych peptydów tła, problemem była także mała liczba zidentyfikowanych peptydów), możliwe wyniki fałszywie dodatnie (skażenie skamielin późniejszymi białkami lub ich fragmentami) oraz nie potwierdzenie wniosków dotyczących tyranozaura przez inną grupę, która posłużyła się tymi samymi próbkami (jakkolwiek zweryfikowała pozytywnie próbki z mastodonta, których także dotyczyła publikacja Asary). Asara i współpracownicy nie zgodzili się jednak z krytyką i podtrzymali wszystkie wnioski sformułowane w ich wcześniejszej publikacji. W kwietniu 2008 Asara opublikował na podstawie wcześniej zidentyfikowanych sekwencji białkowych drzewo filogenetyczne ukazujące relacje pomiędzy tyranozaurem a innymi grupami filogenetycznymi i skomentował swoje wyniki: „Wykazujemy także, że lepiej umieścić go w grupie z ptakami niż współczesnymi gadami, jak aligatory czy Polychrotidae” (rodzina jaszczurek), a jego współpracownik doktor biologii Chris Organ z Harvard University dodał, że „przy większej ilości danych będzie prawdopodobnie możliwe umieszczenie gatunku T. rex na ewolucyjnym drzewie pomiędzy aligatorami, a kurami i strusiami”.
Odkrycie białek w stworzeniu sprzed wielu milionów lat, a także podobne ślady znalezione w kości mastodonta, liczącej przynajmniej 160 000 lat mogłyby zmienić konwencjonalne spojrzenie na badanie skamieniałości i przenieść uwagę paleontologów z samego poszukiwania kości w kierunku biochemicznych metod badawczych. Do czasu tych znalezisk większość naukowców sądziło, że fosylizacja zamienia wszystkie żywe tkanki na obojętne minerały. Nie biorący udziału w tych badaniach paleontolog Hans Larsson, z McGill University w Montrealu, nazywa to znalezisko „kamieniem milowym” i sugeruje, że dinozaury mogą „wkroczyć na pola biologii molekularnej i naprawdę pchnąć paleontologię we współczesne czasy”. Również badania molekularne przeprowadzone przez Schweitzer i współpracowników na okazie brachylofozaura (MOR 2598) uzupełniają i potwierdzają wyniki wcześniejszych analiz szczątków tyranozaurów i dowodzą, że zachowanie się białek w skamieniałościach kredowych dinozaurów nie jest zjawiskiem wyjątkowym.

### Skóra
W 2004 w „Nature” opublikowano raport opisujący wczesnego tyranozauroida Dilong paradoxus z formacji Yixian w Chinach. Jak i u innych teropodów odkrytych w Yixian, skamieniały szkielet zachował się razem z płaszczem nitkowatych struktur, które powszechnie są uznawane za prototyp piór. Zasugerowano, że tyranozaur i pozostałe blisko spokrewnione teropody z rodziny tyranozaurów miały protopióra. Jednak znane, choć rzadkie, odciski skóry dorosłych gadów z rodziny tyranozaurów ze stanowisk w Kanadzie i Mongolii, wskazują, że zwierzęta te, jak i wiele innych dinozaurów, były pokryte okrągławymi łuskami. Jakkolwiek istnieje możliwość, że protopióra występowały na częściach ciała tyranozaura, których odciski się nie zachowały, to przykłady wielu współczesnych wielkich zwierząt lądowych, jak słoni, hipopotamów i większości gatunków nosorożców, wskazują na brak dodatkowej izolacji termicznej ciała. Wraz ze wzrostem rozmiarów zwierzęcia, jego zdolność do zatrzymywania ciepła wzrasta, gdyż maleje stosunek powierzchni ciała do jego objętości. Wobec tego, tak duże zwierzęta ewoluujące na obszarach o ciepłym klimacie lub ekspandujące na nie, tracą okrycie z piór lub sierści, gdyż przestaje ono być faworyzowane przez dobór naturalny, a może nawet stać się problemem, kiedy izolacja uniemożliwia pozbycie się nadmiaru ciepła, co może spowodować przegrzanie zwierzęcia. Protopióra mogły też zostać utracone wtórnie podczas ewolucji dużych przedstawicieli rodziny tyranozaurów, zwłaszcza w czasie trwania ciepłego kredowego klimatu. Odkrycie Yutyrannus huali dowiodło jednak występowania protopiór przynajmniej u niektórych tyranozauroidów cechujących się dużymi rozmiarami ciała
Bell i współpracownicy (2017) opisali zachowane odciski skóry przedstawicieli kilku gatunków z rodziny tyranozaurów, w tym przedstawiciela gatunku T. rex – niekompletnego szkieletu oznaczonego HMNS 2006.1743.01, odkrytego w osadach Formacji Hell Creek w Montanie. W wypadku tego okazu zachowały się odciski skóry z okolic miednicy (kości biodrowej), ogona (boczna powierzchnia ogona, pomiędzy szóstym a ósmym kręgiem ogonowym) i nieokreślonego miejsca na szyi zwierzęcia. Według Bella i współpracowników co najmniej na powierzchni, której odciski się zachowały, skóra tyranozaura była pokryta niewielkimi (o średnicy nieprzekraczającej 1 mm) łuskami o różnorodnych kształtach – u okazu HMNS 2006.1743.01 występowały jednocześnie łuski o kształcie zbliżonym m.in. do elipsy, prostokąta, trójkąta czy sześciokąta. W ocenie autorów występowanie protopiór u Dilong i Yutyrannus oraz występowanie pokrytej łuskami skóry u tyranozaura i innych przedstawicieli Tyrannosauridae dowodzi, że tyranozauroidy wyewoluowały z opierzonych przodków; jednak w obrębie Tyrannosauroidea w linii ewolucyjnej prowadzącej bezpośrednio do Tyrannosauridae doszło do zaniku piór i zastąpienia ich łuskami. Bell i współpracownicy nie wykluczyli możliwości występowania piór u tyranozaura i innych przedstawicieli Tyrannosauridae, jednak w ich ocenie, jeśli pióra w ogóle występowały u tych teropodów, to mogły pokrywać tylko ich grzbiety. W ocenie Klinglera (2020) odciski skóry przedstawicieli rodziny tyranozaurów opisane przez Bella i współpracowników nie dowodzą w sposób bezsporny, że tyranozaury nie były opierzone. Klingler podkreślił podobieństwo opisanych przez Bella i współpracowników odcisków skóry tyranozaurów do skamieniałej skóry ze skrzydła eoceńskiego pingwina z gatunku Palaeeudyptes gunnari z antarktycznej wyspy Seymour opisanej przez Acostę Hospitaleche i współpracowników (2020).

### Termoregulacja
Tyranozaur, jak większość dinozaurów, długo uznawany był za zwierzę zmiennocieplne o typowym dla gadów metabolizmie. Zmiennocieplność dinozaurów została jednak podana w wątpliwość przez naukowców takich jak Robert Bakker i John Ostrom we wczesnych latach „renesansu dinozaurów”, który zaczął się w późnych latach sześćdziesiątych XX wieku. Tyrannosaurus rex był przez nich uznawany za ciepłokrwistego, wiodącego bardzo aktywny styl życia gada. Od tego czasu wielu paleontologów próbowało określić zdolność tyranozaura do regulacji temperatury swojego ciała. Dowody histologiczne szybkiego tempa wzrostu młodych osobników gatunku T. rex, porównywalnego ze spotykanym u ptaków i ssaków, wspierają hipotezę szybkiego metabolizmu. Krzywe wzrostu wskazują, że u gatunku T. rex nie występował nieograniczony wzrost spotykany u innych kręgowców, ale wzrastanie było ograniczone do głównie niedojrzałych osobników, tak jak u ptaków i ssaków.
Ilość izotopu tlenu 18O obecnego w skamieniałych kościach bywa niekiedy używana do określenia temperatury, w jakiej kość została pozostawiona, ponieważ stosunek ilości niektórych izotopów jest skorelowany z temperaturą. Zależność ta zachodzi także dla izotopów 18O i 16O, najczęściej występującego izotopu tlenu. W przypadku jednego z osobników stosunek ilości izotopów z różnych części ciała odpowiada różnicy temperatur pomiędzy kręgami a kością piszczelową nie większej niż 4 do 5 °C. Mała różnica pomiędzy środkiem ciała i kończynami stwierdzona przez paleontologa Reese’a Barricka i geochemika Williama Showersa oznacza, że tyranozaur utrzymywał stałą temperaturę wewnętrzną, posiadając metabolizm pośredni pomiędzy gadzim (ektotermicznym) i ssaczym (endotermicznym). Inni naukowcy zauważyli jednak, że stosunek izotopów tlenu w skamieniałościach zmierzony dzisiaj nie musi być koniecznie taki sam, jak w odległej przeszłości, może się zmienić podczas fosylizacji (diageneza). Barrick i Showers bronili swych wniosków w kolejnych publikacjach, otrzymując podobne wyniki dla innego teropoda z innego kontynentu żyjącego kilkadziesiąt milionów lat wcześniej (giganotozaur). Znaleziono także dowody na stałocieplność u dinozaurów ptasiomednicznych, natomiast u waranów z tej samej formacji geologicznej – już nie. Nawet jeśli w przypadku gatunku T. rex również występują dowody na stałocieplność, nie oznacza to jeszcze, że był endotermiczny. Taką termoregulację można wyjaśnić poprzez gigantotermię, jak u niektórych współczesnych żółwi morskich.

### Ślady

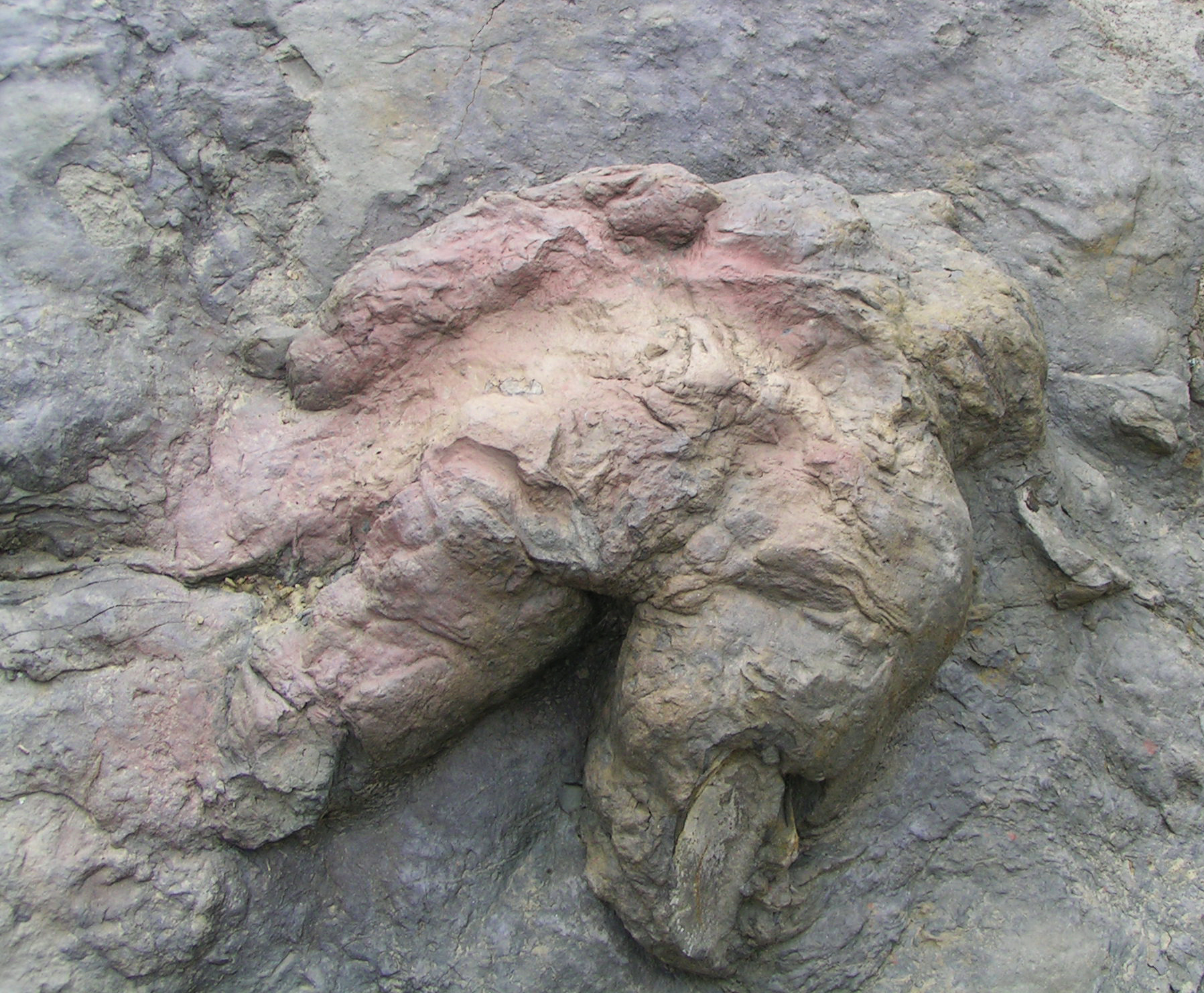
Prawdopodobny odcisk stopy tyranozaura w Nowym Meksyku

Odnaleziono dotąd dwa niezależne od siebie odciski stóp, które przypisuje się gatunkowi T. rex. Pierwszy z nich został odkryty w Philmont w Nowym Meksyku w 1983 przez amerykańskiego geologa Charlesa Pillmore’a. Początkowo wzięto je za należące do przedstawiciela hadrozaurów, badania ujawniły jednak dużą „piętę” nieznaną wśród śladów ornitopodów. Odcisk wskazywał także na szczątkowego 4 palca stopy tyranozaura, który nie dotykał podłoża. Opis odcisku opublikowali w 1994 Martin Lockley i Adrian Hunt, tworząc ichnorodzaj Tyrannosauripus pillmorei. Zasugerowali oni, że najprawdopodobniej ślad pozostawił T. rex, co czyniło ze znaleziska pierwszy odcisk stopy tego gatunku. Zwierzę postawiło stopę na porośniętym roślinnością, podmokłym, płaskim i bagnistym gruncie. Ślad mierzy 83 cm długości i 73 cm szerokości.
Kolejny odcisk stopy, który mógł pozostawić tyranozaur, został przedstawiony w 2007 przez brytyjskiego paleontologa Phila Manninga, pochodził z formacji Hell Creek w Montanie. Mierzył on 76 cm długości, czyli mniej niż poprzedni, opisany przez Lockleya i Hunta. O ile to, czy ślad był pozostawiony przez tyranozaura, nie jest pewne, o tyle tyranozaur i nanotyran są jedynymi dużymi teropodami znanymi z formacji Hell Creek. Dalsze badania nad śladem (pełnego opisu jeszcze nie opublikowano) będą porównywane z danymi dotyczącymi poprzedniego śladu.

### Poruszanie się
Nierozstrzygnięte pozostają dwie główne kwestie dotyczące zdolności lokomocyjnych tyranozaura:
1. Jak sprawnie zmieniał on kierunek?
2. Jaka była jego maksymalna prędkość, gdy poruszał się po linii prostej?

Obie są związane z debatą, czy zwierzę to aktywnie polowało (drapieżnictwo), czy też może było padlinożercą (zobacz niżej).
Prawdopodobnie tyranozaur zmieniał kierunek ruchu bardzo powoli. Możliwe, że aż 1–2 sekundy zabierało mu skręcenie o zaledwie 45°. Człowiekowi, zorientowanemu pionowo i pozbawionemu ogona, zajmuje to ułamek sekundy. Przyczyną takiego stanu rzeczy jest moment bezwładności: większość masy tyranozaura była położona w dużej odległości od środka ciężkości (podobnie jak w przypadku człowieka dźwigającego ciężką belkę), choć średnia odległość może zostać zredukowana poprzez wygięcie tułowia i ogona oraz podciągnięcie głowy i kończyn przednich w kierunku ciała (w podobny sposób tancerz na lodzie zbliża ręce, by szybciej wirować).
Obliczenia naukowców dały szeroki zakres przewidywanych maksymalnych prędkości. Większość oszacowań jest zbliżona do wartości 11 m/s, kilka do jedynie 5 m/s, a niektóre sięgają nawet 20 m/s. Badacze polegają na różnych metodach tworzenia tych przybliżeń, ponieważ, o ile istnieje dużo śladów marszu wielkich teropodów, na razie żaden nie został utworzony podczas biegu. Może to jednak znaczyć, że wielkie teropody nie biegały. Naukowcy sądzący, że przedstawiciele opisywanego tu rodzaju byli zdolni do biegu, zwracają uwagę na wydrążone kości i inne struktury zmniejszające masę ciała do „zaledwie” 5 ton, a także na to, że inne zwierzęta, jak strusie czy konie z długimi, giętkimi kończynami tylnymi są zdolne osiągać duże prędkości dzięki stawianiu dłuższych kroków. Dodatkowo niektórzy argumentują, że tyranozaur miał względnie większe mięśnie nóg niż jakiekolwiek żyjące dziś zwierzę, co mogło pozwalać mu na szybki bieg: 40–70 km/h.

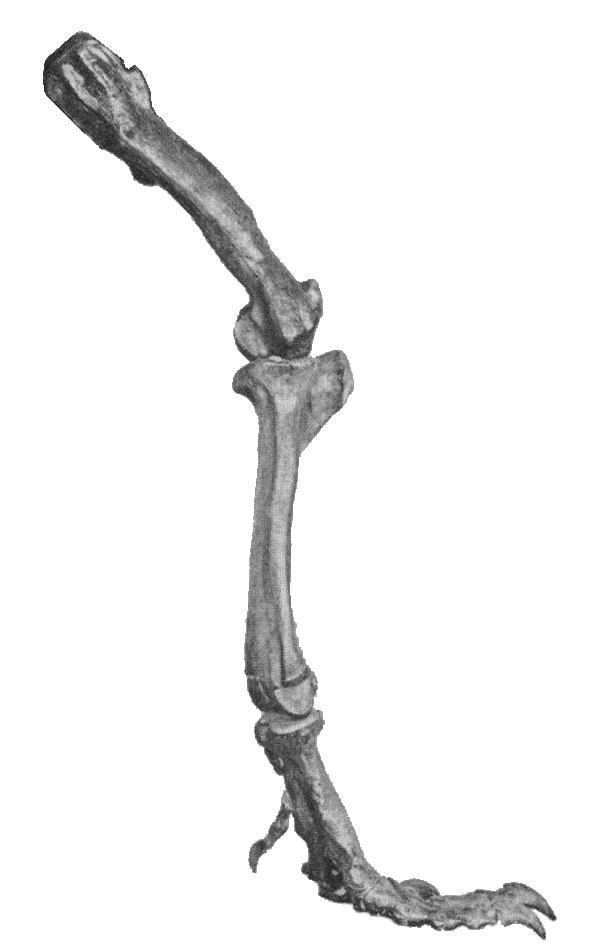
Szkielet kończyny tylnej tyranozaura

Jack Horner i Don Lessem w 1993 ogłosili, że T. rex był powolny i prawdopodobnie niezdolny do biegu (brak fazy lotu w czasie chodu, tj. zwierzę przemieszczając się przez cały czas musiało przynajmniej jedną kończyną dotykać podłoża), ponieważ stosunek długości kości udowej do piszczelowej był u tego zwierzęcia większy niż 1, jak u większości wielkich teropodów i dzisiejszych słoni. Jednak Holtz (1998) zauważył, że tyranozaury i niektóre blisko z nimi spokrewnione grupy miały w przypadku kończyn tylnych w porównaniu z częścią proksymalną (udo) znacznie dłuższe części dystalne (łydka i stopa z palcami) niż większość innych teropodów. Poza tym tyranozaury i ich bliscy krewni mieli silnie zrośnięte śródstopie, które mogło przenosić siły lokomotoryczne ze stopy na dolną część kończyny bardziej efektywnie niż u wcześniejszych dinozaurów drapieżnych (śródstopie budują kości stopy, funkcjonuje ono jako część kończyny u palcochodnych). Holtz wywnioskował, że tyranozaury, jak i ich bliscy krewniacy, były najszybszymi z wielkich teropodów.
Christiansen (1998) oszacował, że kości nóg tyranozaura nie były znacznie silniejsze od należących do słoni, których maksymalna prędkość jest ograniczona i w rzeczywistości nigdy nie biegają (brak fazy lotu w czasie chodu). Na tej podstawie zaproponował, że maksymalna prędkość tyranozaura wynosiła 11 m/s. Tak szybko biega ludzki sprinter. Zaznacza on jednak, że te przybliżenia opierają się na wielu niepewnych założeniach.
Wraz ze wzrostem prędkości rośnie jednak prawdopodobieństwo upadku. Tymczasem Farlow i współpracownicy (1995) stwierdzili, że kilkutonowy tyranozaur mógłby doznać poważnego, a nawet śmiertelnego urazu, przewracając się. Ponieważ tułów znajdował się na wysokości 1,5 metra, uderzyłby w glebę, zatrzymując się z przeciążeniem równym 6 g (sześciokrotnie większym od przyśpieszenia ziemskiego). Niewielkie przednie łapy zwierzęcia nie mogły zredukować wstrząsu. Z drugiej strony żyrafa potrafi galopować z prędkością 50 km/h, pomimo ryzyka złamania kończyny tylnej lub gorszego wypadku, mogącego mieć skutki śmiertelne nawet w tak „bezpiecznym” otoczeniu, jakim jest zoo. Wobec tego jest więc możliwe, że i tyranozaur biegł szybko, kiedy było to potrzebne i musiał liczyć się z ryzykiem.

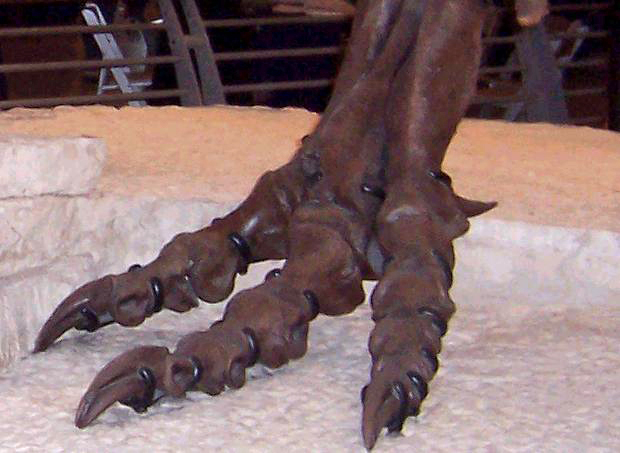
Stopa tyranozaura

Najnowsze badania sposobu poruszania się tyranozaura także nie ustalają jego prędkości dokładnie. Mieści się ona w granicach od 17 km/h do 40 km/h, to jest od chodu czy wolnego biegu do umiarkowanego. Np. w 2002 użyto modelu matematycznego, potwierdzonego przez zastosowanie go dla trzech żyjących zwierząt: aligatora, kury i człowieka. Dodatkowo później włączono w te obliczenia jeszcze emu i strusia. Oceniono w ten sposób masę mięśni nóg potrzebną do szybkiego biegu (ponad 40 km/h). Odkryto, że proponowane prędkości powyżej 40 km/h były nieosiągalne, bo zwierzę potrzebowałoby ogromnej masy mięśni nóg (powyżej 40% całkowitej masy ciała). Nawet umiarkowane prędkości wymagały dużych mięśni kończyn dolnych. Kwestia ta jest trudna do rozwiązania, gdyż nie wiadomo, jak wielkie mięśnie w rzeczywistości miał tyranozaur. Jeśli były mniejsze, osiągał 18 km/h, spacerując lub jedynie biegając truchtem.
W celu ustalenia prędkości, z jaką mógł biec tyranozaur, w 2007 przeprowadzono badania z użyciem modeli komputerowych. Bazowały one na danych zebranych zabranych bezpośrednio ze skamielin. Dzięki tym badaniom stwierdzono, że T. rex osiągał maksymalną prędkość 8 m/s. Był więc nieco szybszy niż przeciętny, profesjonalny piłkarz oraz wolniejszy od sprintera, który może osiągnąć do 10 m/s. Zaznaczyć trzeba, że badania te przewidują maksymalną prędkość 17,8 m/s dla ważącego 3 kg kompsognata (prawdopodobnie młodego osobnika).
Specjaliści, którzy sądzą, że tyranozaur nie był zdolny do biegu, szacują jego najwyższą prędkość na 17 km/h. To wciąż szybciej niż w przypadku większości jego prawdopodobnej zdobyczy, hadrozaurów i ceratopsów. W dodatku niektórzy zwolennicy drapieżnictwa tyranozaura są zdania, że prędkość poruszania się tego zwierzęcia nie jest istotna, gdyż mógł być wolny, ale i tak szybszy od swej zdobyczy. Z drugiej strony Paul i Christiansen (2000) wysunęli tezę, że późniejsze ceratopsy miały wyprostowane przednie łapy i większe gatunki mogły być tak szybkie, jak nosorożce. Zaleczone rany od ugryzień tyranozaura na skamielinach ceratopsów interpretowane są jako dowody ataków na żywe dinozaury rogate. Jeśli ceratopsy żyjące w otoczeniu tyranozaura były szybkie, wątpliwy staje się argument, że teropod ten nie musiał także być szybki, by złapać swą zdobycz. W przeciwnym razie być może tyranozaur polował z zasadzki, atakując szybszą od siebie zdobycz. Debata ta wydaje się daleka od zakończenia.

### Strategie żywienia się

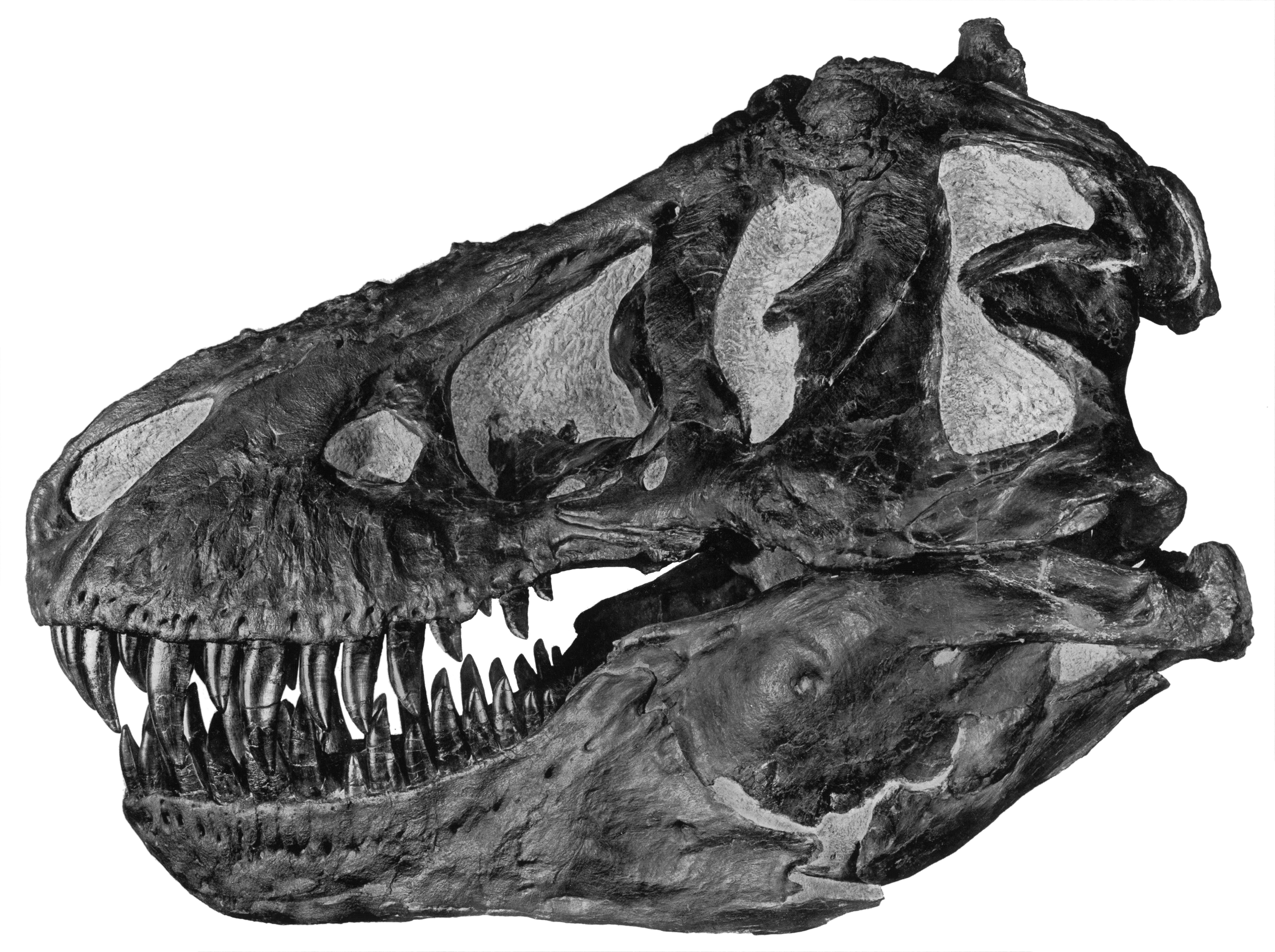
Czaszka tyranozaura (AMNH 5027) – widok z profilu

Dyskusja o tym, czy tyranozaur był drapieżnikiem, czy wyłącznie padlinożercą, trwa podobnie długo, jak ta dotycząca jego sposobu poruszania się. Lambe w 1917 opisał dobrze zachowany szkielet gorgozaura, bliskiego krewnego tyranozaura. Wywnioskował, że oba rodzaje to obligatoryjni padlinożercy, zęby gorgozaura zupełnie nie wykazywały śladów zużycia. Argument ten nie jest już uważany za znaczący, gdyż zęby teropodów podlegały dość szybkiej wymianie. Od pierwszego odkrycia tyranozaura większość naukowców opowiada się za jego drapieżnictwem, ale tak jak i dzisiejsi duzi drapieżnicy, mógł też żywić się padliną lub kraść zdobycz innych drapieżników, jeśli nadarzyła się okazja.
Dowodu na to, że tyranozauroidy przynajmniej czasami żywiły się padliną, przyniosło odkrycie paleontologów Davida Hone’a i Mahito Watabe (2010). Odnaleźli oni ślady zębów należącego do rodziny tyranozaurów tarbozaura na kości barkowej roślinożernego zaurolofa. Reszta szkieletu tego ostatniego pozostała nienaruszona. Zdaniem naukowców świadczy to, iż roślinożerca nie zginął w wyniku ataku drapieżnika, lecz część jego ciała stała się pokarmem dla mięsożercy już po śmierci, zaś reszta, niedostępna dla teropoda, prawdopodobnie utkwiła w nadrzecznym osadzie. Znaleziona kość barkowa nosi ślady aż trzech rodzajów precyzyjnych ugryzień, co może świadczyć o dużej precyzji i wybiórczości, z jaką tyranozaury żerowały na padłych zwierzętach. Dodatkowych informacji o sposobie żerowania tyranozaurów dostarcza analiza skamieniałości będących jednym ze źródeł pożywienia T. rex triceratopsów. Fowler i współpracownicy (2012) odkryli na kościach ośmiu triceratopsów pewne, a na kościach dalszych sześciu możliwe ślady zębów tyranozaura. Brak oznak gojenia się ran wskazuje, że wszystkie ślady zębów tyranozaury zostawiły już po śmierci triceratopsów; poza śladami na jednej kości biodrowej wszystkie ślady znaleziono na kościach czaszek. Ślady znalezione na współtworzących kryzę triceratopsów: kościach łuskowych kilku osobników i jednej kości ciemieniowej wskazują, że tyranozaury wgryzały się w nie, a następnie je ciągnęły. Fowler i współpracownicy zauważyli, że gryzienie przez tyranozaury kryz triceratopsów jest zaskakujące, gdyż na zbudowanych głównie z kości i keratyny kryzach było mało nadającego się do zjedzenia mięsa; ich zdaniem tyranozaury robiły to w celu odchylenia kryzy, aby dostać się do dużych mięśni szyi. Potwierdzają to głębokie ślady ugryzień na dwóch kłykciach potylicznych triceratopsów i jedna przebita puszka mózgowa. Ślady zębów tyranozaurów odkryto też na kościach nosowych i przedszczękowych; ich kształt wskazuje, że z kolei z tych kości tyranozaury delikatnie i precyzyjnie zeskubywały mięso używając do tego swych przednich zębów.
Specjalista w dziedzinie hadrozaurów Jack Horner to obecnie największy obrońca tezy, że tyranozaur był wyłącznie padlinożercą i nigdy nie angażował się w aktywne polowanie (ale patrz niżej). Horner przedstawia następujące argumenty na poparcie tej hipotezy:

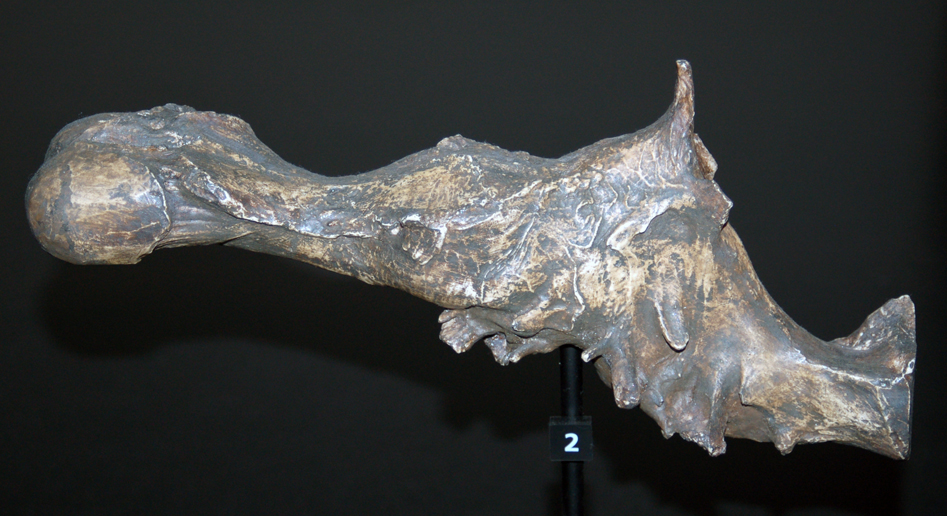
Odlew puszki mózgowej tyranozaura w Australian Museum w Sydney.

- Tyranozaur miał duże opuszki węchowe i nerwy węchowe (w stosunku do wielkości mózgu). Sugeruje to wysoko rozwinięty zmysł węchu, którym mógł wywąchać padlinę na dużą odległość, jak czynią to dzisiejsze sępy. Przeciwnicy hipotezy padlinożerności używają przykładu sępów, mówiąc, że hipoteza ta jest mało prawdopodobna, ponieważ jedynymi dzisiejszymi całkowitymi padlinożercami (tzn. żywiącymi się jedynie padliną) są duże ptaki szybujące, które używają wyostrzonych zmysłów i oszczędzają energię, szybując, by przeszukiwać rozległe obszary[117]. Jednak badacze z Glasgow donieśli, że ekosystem tak produktywny, jak obecne Serengeti dostarczyłby wystarczającej ilości pożywienia wielkim padlinożernym teropodom, choć musiałyby one być zimnokrwiste, by zdobyć więcej kalorii niż stracą na poszukiwanie jedzenia. Zasugerowali także, że dzisiejsze ekosystemy, jak Serengeti, nie posiadają wielkich lądowych padlinożerców, gdyż szybujące ptaki wykonują to zadanie o wiele bardziej wydajnie. Wielkie teropody zaś nie musiały stawiać czoła takiej konkurencji, gdyż w niszach ekologicznych brak było takich ptaków[118].
- Zęby tyranozaura były w stanie kruszyć kości, mógł on więc wydobywać szpik kostny z pozostałości padliny. Karen Chin i współpracownicy znaleźli fragmenty kości w koprolitach przypisywanych tyranozaurowi, ale zauważyli, że zęby tyranozaura nie zaadaptowały się dobrze do regularnego miażdżenia kości[119].
- Założenie, że tyranozaur nie biegał, prowadzi do wniosku, że był padlinożercą, gdyż część jego potencjalnej zdobyczy mogła poruszać się szybko[115][120]. Z drugiej strony obecne analizy sugerują, że tyranozaur, wolniejszy od współczesnych lądowych drapieżników, mógł być wystarczająco szybki, by polować na duże hadrozaury czy ceratopsy[105][109]. Mógł także chwytać szybszą zdobycz z zasadzki[95].

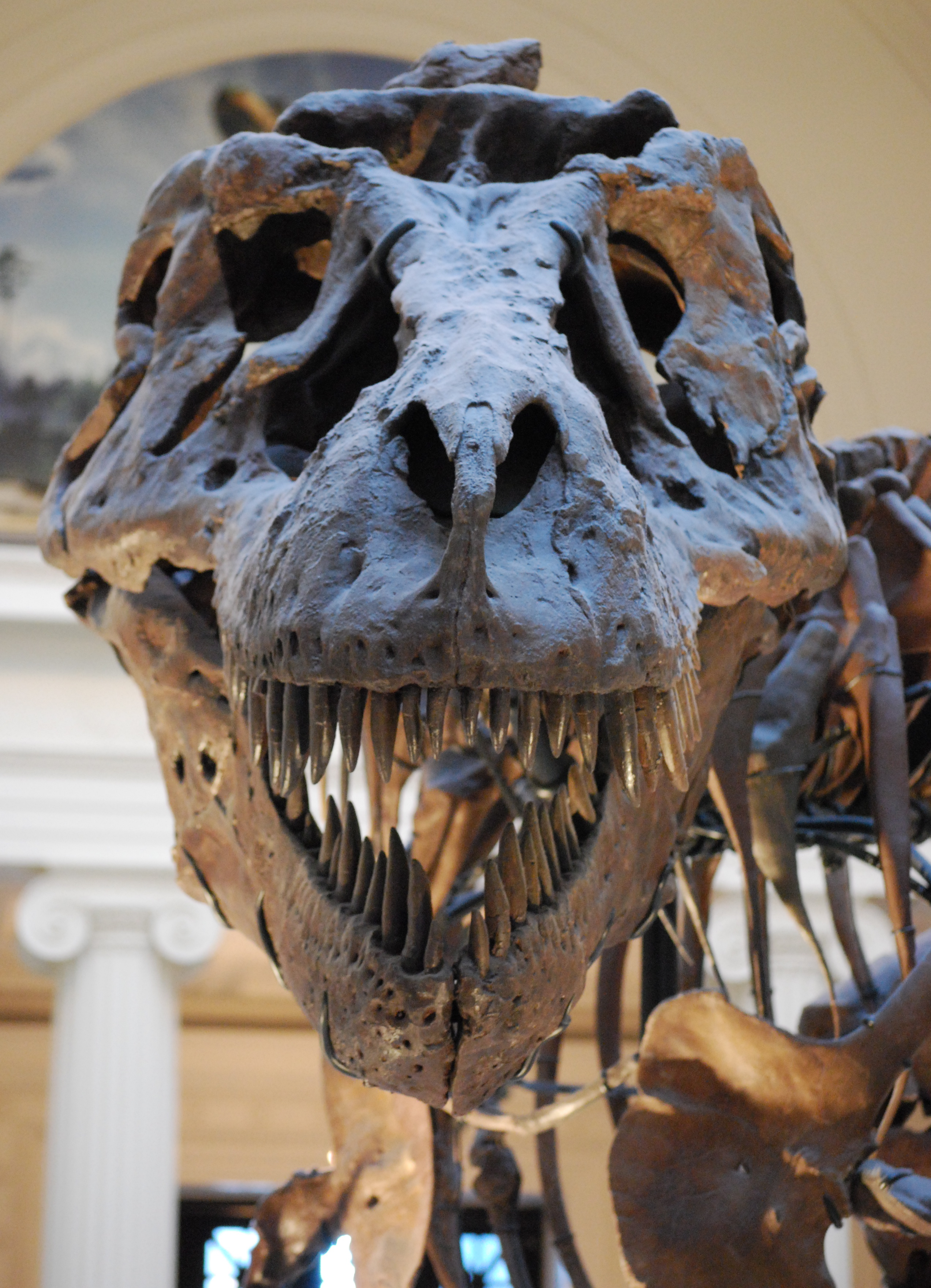
Oczodoły tyranozaura skierowane były naprzód, zapewniając mu duże pole dwuocznego widzenia

Inne dowody wskazują na drapieżnictwo tyranozaura. Stevens (2006) odkrył, że oczodoły tego zwierzęcia były tak ukierunkowane, by oczy zwracały się ku przodowi, co skutkowało widzeniem obuocznym nieco lepszym niż u współczesnego jastrzębia. Badacz ten zauważył także, że w linii ewolucyjnej tyranozaura widzenie obuoczne stale się poprawiało. Trudno powiedzieć, w jaki sposób selekcja naturalna mogła faworyzować ten długofalowy trend, jeśli tyranozaury byłyby wyłącznie padlinożercami niepotrzebującymi zaawansowanego widzenia głębi, umożliwianego przez widzenie stereoskopowe. Wśród współczesnych stworzeń widzenie obuoczne spotyka się głównie u drapieżników (główne wyjątki to naczelne używające go do oceny odległości podczas skoków z gałęzi na gałąź).
W miejscu odnalezienia bardzo dużego tyranozaura nazwanego „Sue” znaleziono także szkielet kaczodziobego dinozaura edmontozaura (Edmontosaurus annectens). Na jego kręgu ogonowym znajdowało się wygojone uszkodzenie spowodowane przez tyranozaura. Fakt, że sprawia ono wrażenie zagojonego, sugeruje, że edmontozaur przeżył atak tyranozaura. Teropod ten byłby więc aktywnym drapieżnikiem. Triceratops znaleziony w Meksyku ma ślady ugryzień na kości biodrowej. One także zostały spowodowane przez tyranozaura i także wyglądają na wygojone, wskazując na aktywne polowanie tego teropoda. Tyrannosaurus dysponował też dużą siłą zgryzu szacowaną na 6400–13400 niutonów, a według niektórych analiz nawet na 57000 N.

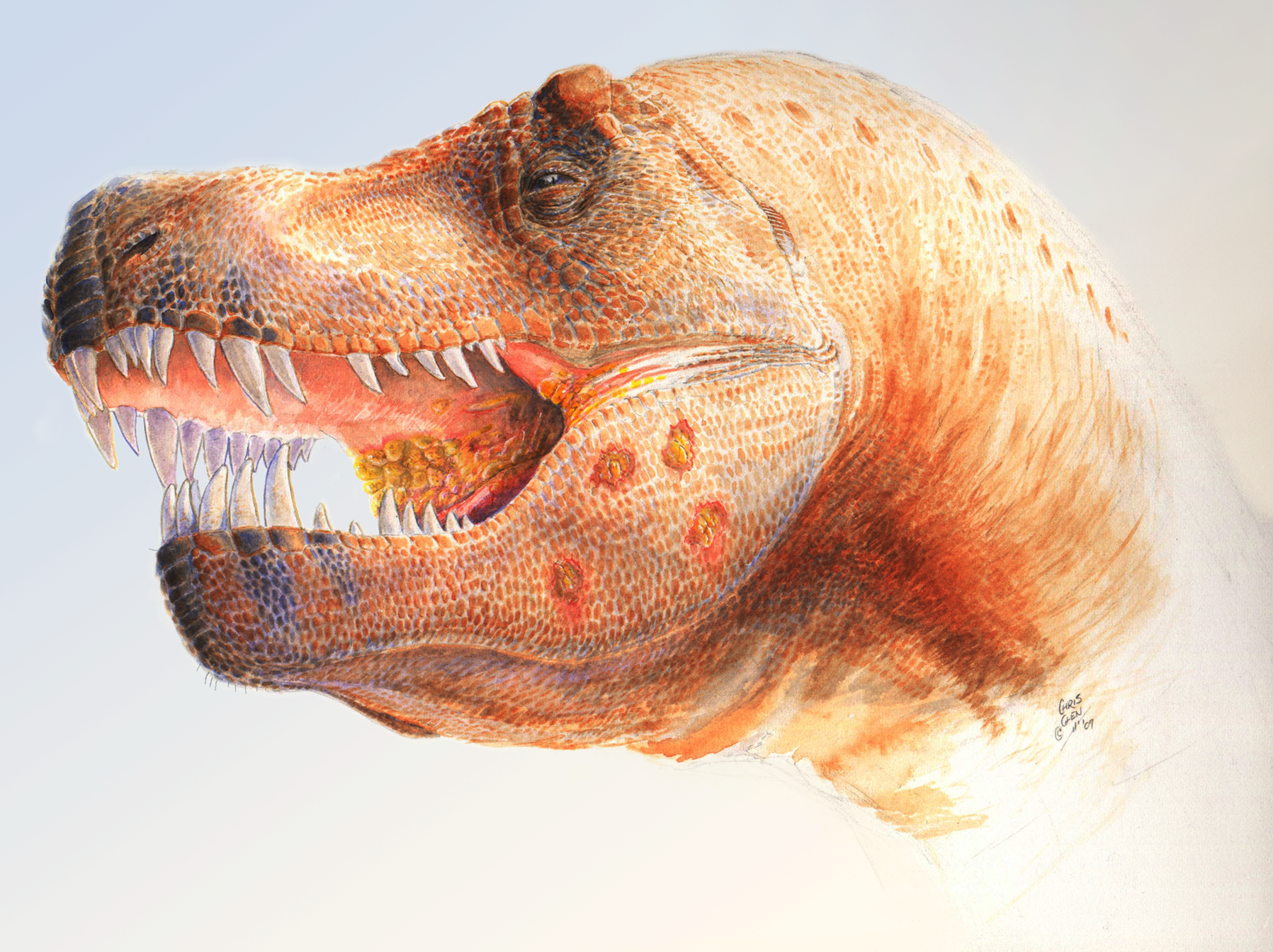
Hipotetyczna rekonstrukcja infekcji przypominającej infekcję rzęsistków w gardle i żuchwie MOR 980, znanego jako „Peck’s Rex”

Badając Sue, paleontolog Peter Larson odnalazł złamaną i wygojoną strzałkę i kręgi ogonowe, pokiereszowane kości części twarzowej czaszki oraz ząb innego tyranozaura wbity w kręg szyjny. Mogło to stanowić silny dowód na agresję pomiędzy tyranozaurami, ale nie jest jasne, czy chodzi o współzawodnictwo, o jedzenie, czy o partnera. Jednak dalsze współczesne badania tych ran pokazują, że większość spowodowały bardziej infekcje niż urazy (albo proste uszkodzenie pozostałości już po śmierci). Tylko kilka z nich mogło być spowodowane przez wewnątrzgatunkowy konflikt. U młodocianego tyranozaura (BMR P2002.4.1) odnaleziono cztery częściowo wyleczone rany na lewej kości szczękowej i kościach nosowych. Ich kształt odpowiada kształtem szczękom tego osobnika, co wskazuje, iż powstały one w wyniku ugryzienia osobnika należącego do zbliżonego lub tego samego gatunku i podobnych rozmiarów. Sugeruje to, że młodociane tyranozaury były agresywne wobec innych przedstawicieli swojego gatunku będących w podobnym wieku. Możliwe, że walki te służyły jako nauka przed wejściem w dorosłość i przyszłymi walkami o pożywienie lub terytorium. Wydrążenia i bruzdy obecne na czaszkach kilku osobników mogły wynikać z infekcji wywołanej przez pierwotniaki podobne do rzęsistków. Wywołane nią zniekształcenia, obecne m.in. u okazów MOR 980 i FMNH PR2081, przyczyniły się do śmierci zwierząt, które najprawdopodobniej padły z głodu. Są to pierwsze znane przypadki tego typu infekcji u nieptasich dinozaurów, jednak prawdopodobnie tyranozaury często były zainfekowane pierwotniakami przypominającymi Trichomonas gallinae.
Longrich i współpracownicy (2010) opisali ślady zębów dużych teropodów znalezione na kości ramiennej jednego z okazów T. rex i na kościach kończyn tylnych trzech innych okazów. Ponieważ T. rex jest jedynym dużym teropodem znanym z późnego mastrychtu Ameryki Północnej, autorzy zakładają, że ślady te zostawiły teropody właśnie z tego gatunku; zdaniem autorów umiejscowienie i kształt tych śladów świadczy o tym, że powstały one w rezultacie żerowania, a nie walki dwóch osobników. Odkrycie to dowodzi więc występowania u tyranozaurów kanibalizmu.
Niektórzy badacze twierdzą, że tyranozaur to padlinożerca, a inne dinozaury odgrywały rolę szczytowych drapieżników w amerykańskiej górnej kredzie. Ich zdobycz stanowiły marginocefale i ornitopody. Inne tyranozaury łączy tyle cech wspólnych, że jedynie małe dromeozaury pozostałyby rzeczywistymi szczytowymi drapieżnikami. W tym świetle zwolennicy hipotezy padlinożerności zasugerowali, że wielkość i siła tyranozaurów pozwalała im na kleptopasożytnictwo względem mniejszych od nich mięsożerców.
Większość paleontologów uznaje, że tyranozaur był zarówno aktywnym drapieżnikiem, jak i padlinożercą; do tego stanowiska ostatecznie przychylił się również Horner. W artykule z 2011 Horner i współpracownicy, opierając się na badaniach liczebności skamieniałości tyranozaurów w osadach formacji Hell Creek (w górnych warstwach formacji skamieniałości T. rex są co najmniej równie liczne jak skamieniałości edmontozaurów, w dolnych warstwach nawet liczniejsze), stwierdzili, że populacja tyranozaurów żyjąca w późnym mastrychcie na terenach dzisiejszej Montany była znacznie większa, niż można by się spodziewać po populacji zwierząt będących wyłącznie aktywnymi drapieżnikami (zdaniem autorów w obecnych ekosystemach populacje zwierząt niebędących drapieżnikami są zawsze o co najmniej 75% większe od populacji drapieżników – u ssaków większe o ponad 90%). Zdaniem autorów dowodzi to, że tyranozaur nie był wyłącznie aktywnym drapieżnikiem; autorzy nie twierdzą jednak, że był on wyłącznie padlinożercą, a jedynie, że był najprawdopodobniej oportunistycznym mięsożercą podobnym do hien, zarówno żerującym na padlinie, jak i polującym na żywą zdobycz (liczebność populacji też może tego dowodzić – obecnie na Serengeti populacja hien jest dwukrotnie większa od sumy populacji lwów, lampartów i gepardów). W opinii autorów wyniki ich badań dowodzą też, że tyranozaury nie ograniczały się do żerowania na jednym rodzaju ofiar (np. na edmontozaurach), oraz że młode i dorosłe tyranozaury mogły unikać konkurencji, wybierając inne rodzaje pożywienia (możliwe jest, że im zwierzę było starsze, tym większą część jego diety stanowiła padlina).

## Historia odkryć

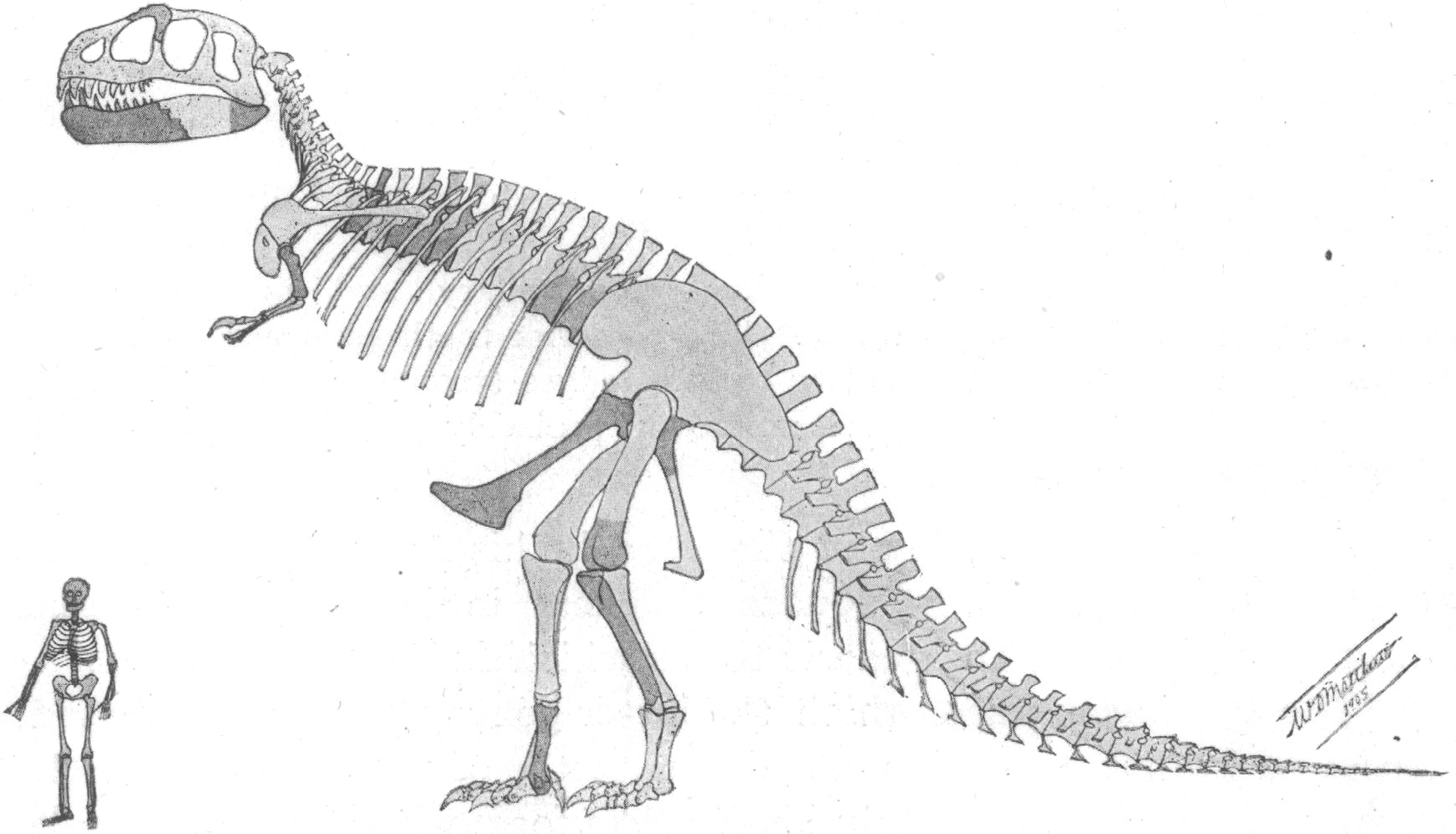
Szkielet tyranozaura odrestaurowany przez H.F. Osborna

Henry Fairfield Osborn, dyrektor Amerykańskiego Muzeum Historii Naturalnej, nadał nazwę Tyrannosaurus rex w 1905. Nazwa rodzajowa pochodzi od greckich słów tyrannos („tyran”) i sauros („jaszczur”). Jako epitetu gatunkowego Osborn użył łacińskiego słowa rex, znaczącego „król”. Pełną nazwę dwuczłonową tłumaczy się więc jako „królewski jaszczur tyran”, co kładzie nacisk na rozmiary zwierzęcia i jego dominację nad innymi gatunkami.

### Najwcześniejsze znaleziska

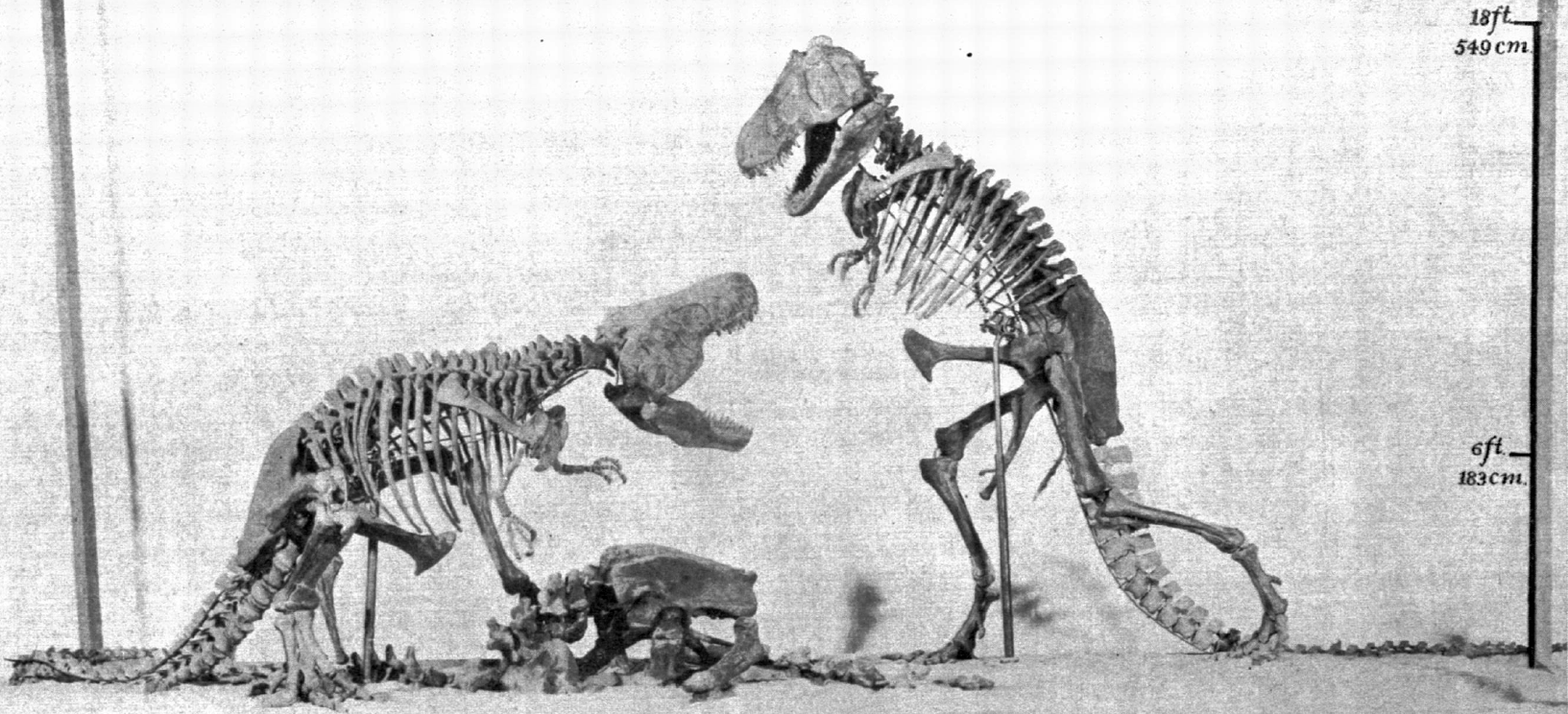
Niekompletny model dwóch osobników z rodzaju tyranozaura w zmniejszonej skali, eksponat przekazany Amerykańskiemu Muzeum Historii Naturalnej przez H.F. Osborna

Już w 1874 nieopodal Golden w Kolorado A. Lakes znalazł ząb zwierzęcia gatunku T. rex. We wczesnych latach dziewięćdziesiątych XIX wieku J.B. Hatcher odkrył we wschodnim Wyoming fragmenty czaszki. Skamieliny zostały uznane za kości ornitomima (Ornithomimus grandis), jednak obecnie zalicza się je do gatunku T. rex. Fragmenty kręgów odnalezione przez E. D. Cope’a w zachodniej Dakocie Południowej w 1892 i nazwane Manospondylus gigas także przeklasyfikowano do tego gatunku.
Barnum Brown, asystent kustosza w Amerykańskim Muzeum Historii Naturalnej, odnalazł pierwszy niekompletny szkielet tyranozaura we wschodnim Wyoming w 1900. H. F. Osborn nadał mu pierwotnie w artykule z 1905 nazwę Dynamosaurus imperiosus. Brown znalazł kolejny niepełny szkielet w formacji Hell Creek w Montanie w 1902. Osborn użył tego holotypu dla opisania gatunku T. rex w tym samym piśmie, w którym został opisany D. imperiosus. Nazwą oficjalną nowo odkrytego gatunku miał stał się Dynamosaurus. Jego szczątki znajdują się w kolekcjach w Muzeum Historii Naturalnej w Londynie. 

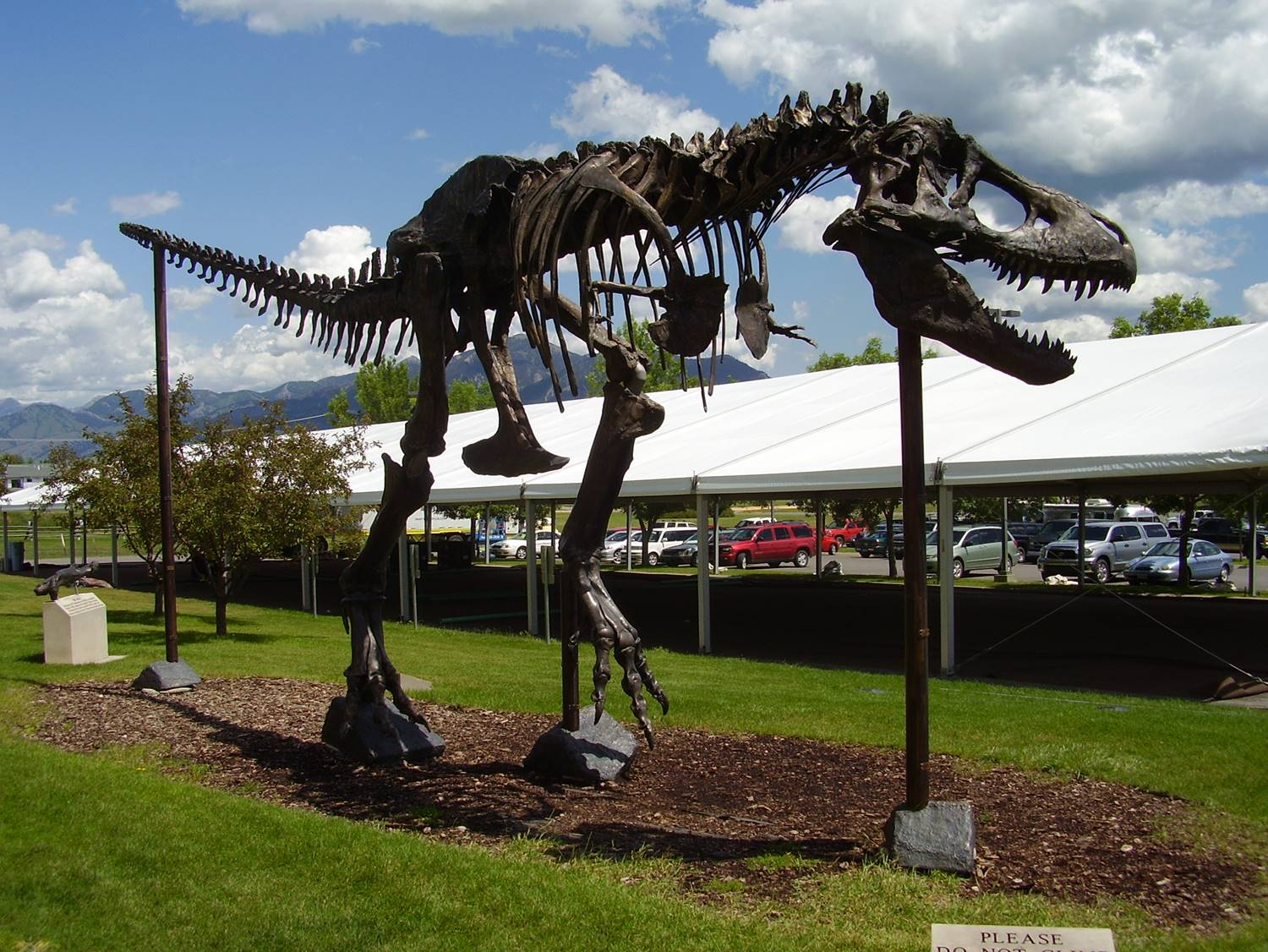
T. rex „Big Mike”

Łącznie Brown znalazł pięć niepełnych szkieletów tyranozaura. W 1941 jego znalezisko z 1902 sprzedano do Carnegie Museum of Natural History w Pittsburghu. Natomiast jego czwarte i zarazem największe znalezisko, także z Hell Creek, znajduje się w Amerykańskim Muzeum Historii Naturalnej.
Chociaż na świecie obecne są liczne szkielety, udokumentowany został tylko jeden odcisk stopy tyranozaura, którego pochodzenie jest pewne: w Philmont Scout Ranch na północy Nowego Meksyku. Odkryto go w 1983, a zidentyfikowano i udokumentowano w 1994.

### Ważne okazy

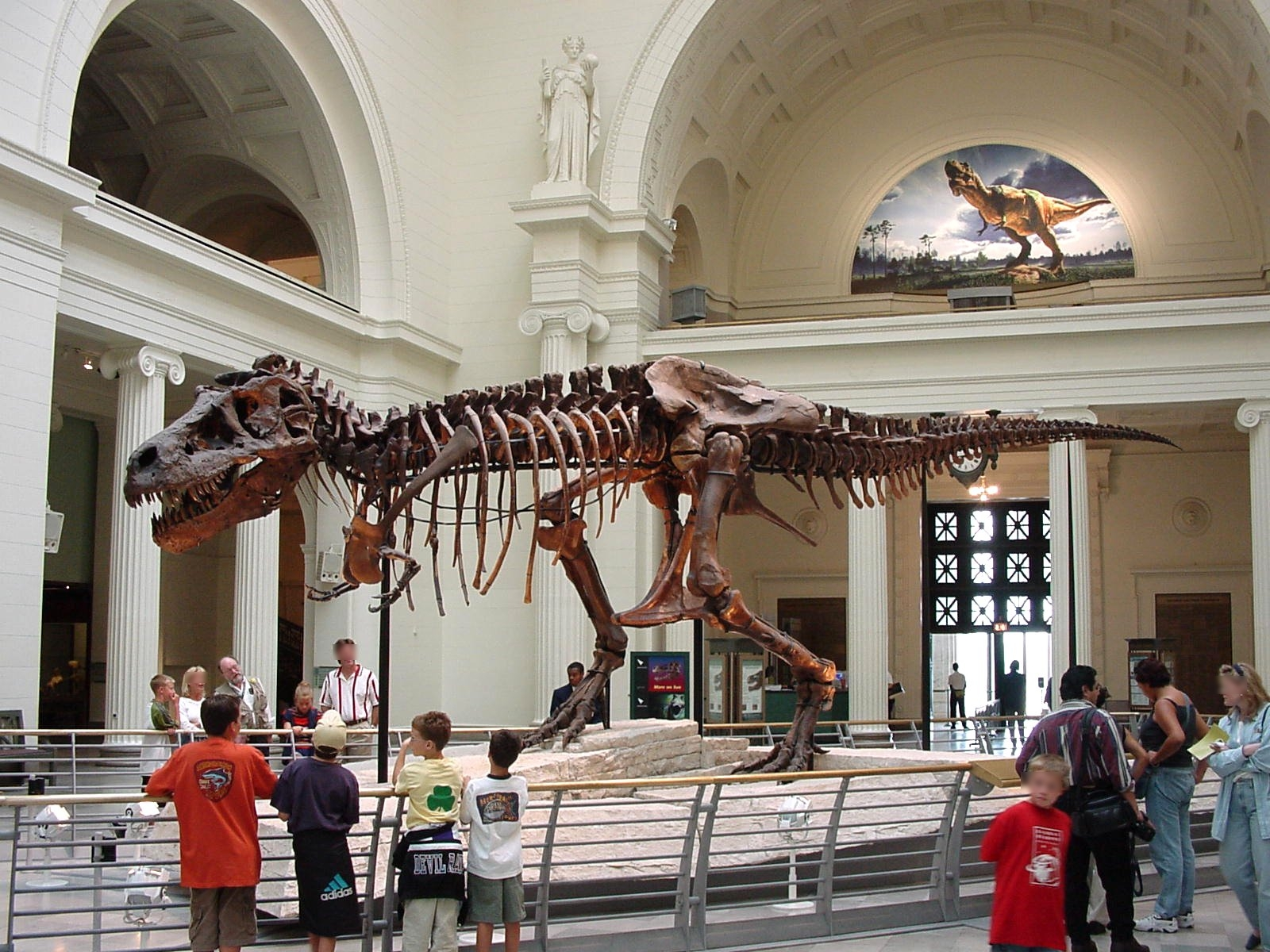
Tyranozaur „Sue” w chicagowskim Muzeum Historii Naturalnej. Widoczne przednie łapy, a między nimi mostek

Susan Hendrickson, paleontolog amator, odkryła 12 sierpnia 1990 najbardziej kompletny (w ponad 90%), a także do 2001 największy, skamieniały szkielet tyranozaura w formacji Hell Creek niedaleko Faith w Dakocie Południowej. Gad, któremu nadano imię „Sue” na cześć jego odkrywczyni, stał się przedmiotem walki o prawo własności. W 1997 prawo to przyznano Maurice’owi Williamsowi, właścicielowi ziemi, z której wydobyto Sue, a szkielet i kolekcję skamieniałości sprzedano na aukcji za 7,6 miliona USD, co uczyniło Sue najdroższym szkieletem w historii. Został on ponownie przeniesiony i obecnie przebywa na wystawie w Muzeum Historii Naturalnej w Chicago. Z badań nad tym osobnikiem wiadomo, że czaszka „Sue” osiągnęła swój ostateczny rozmiar w wieku lat 19, a śmierć tego osobnika nastąpiła po 28 latach życia. Był to więc najdłużej żyjący znany tyranozaur. „Sue” zginęła najprawdopodobniej z powodu mocnego ugryzienia w głowę, które mogło być zadane tylko przez innego tyranozaura. Badacze donoszą, że w tym samym kamieniołomie zostały także odnalezione szkielety prawie dorosłego i młodego osobnika, co zostało wykorzystane do poparcia hipotezy, że tyranozaury mogły żyć w grupach.
Wiosną 1987 w Hell Creek przy Buffalo w Dakocie Południowej znaleziony został inny osobnik, któremu nadano imię „Stan” (ku pamięci paleontologa Stana Sacrisona). Około 30 000 godzin kopania i preparowania zaowocowało kompletnym w 65% szkieletem. Stan przebywa obecnie na wystawie w Black Hills Museum of Natural History Exhibit w Hill City w Dakocie Południowej. Również i jego szkielet ukazuje wiele patologii kości, w tym złamane i zrośnięte żebra, wygojone złamanie kręgów szyjnych, jak również spektakularną dziurę w tyle czaszki o rozmiarach zęba tyranozaura. Zarówno Stan, jak i Sue były badane przez Petera Larsona.

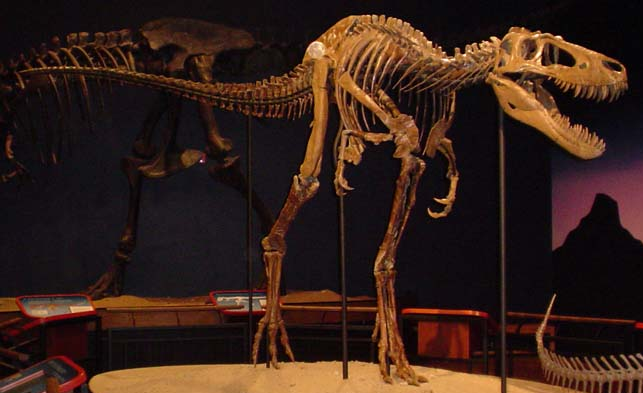
„Jane” w Burpee Museum w Rockford w Illinois

W 2001 w Hell Creek odkryto kompletny w 50% szkielet młodego tyranozaura. Dokonał tego zespół z Burpee Museum of Natural History w Rockford w stanie Illinois. Znalezisko nazwano „Jane” i określono jako pierwszy znany szkielet karłowatego tyranozauroida, nanotyrana. Kolejne badania wykazały jednak, że najprawdopodobniej był to młody Tyrannosaurus. Jest to dotychczas najbardziej kompletny i najlepiej zachowany młody osobnik. „Jane” została zbadana przez Jacka Hornera, Petera Larsona, Roberta Bakkera, Grega Ericksona i wielu innych paleontologów (z powodu unikatowości jej wieku). Obecnie jest wystawiona w Burpee Museum of Natural History w Rockford w Illinois.
W 2000 dr Jack Horner odkrył osobnika o około 10% większego niż Sue. Ochrzcił go C. rex (lub „Celeste” – na cześć żony Hornera). Szkielet jest obecnie poddawany badaniom.
W komunikacie prasowym z 7 kwietnia 2006 Uniwersytet Stanu Montana ogłosił, że posiada największą odkrytą dotychczas czaszkę tyranozaura. Odnaleziona w latach sześćdziesiątych XX wieku, a zrekonstruowana dopiero niedawno, mierzy 1,5 metra długości, podczas gdy należąca do Sue – 141 cm. Różnica wielkości wynosi więc 6,5%.

## Odniesienia w kulturze

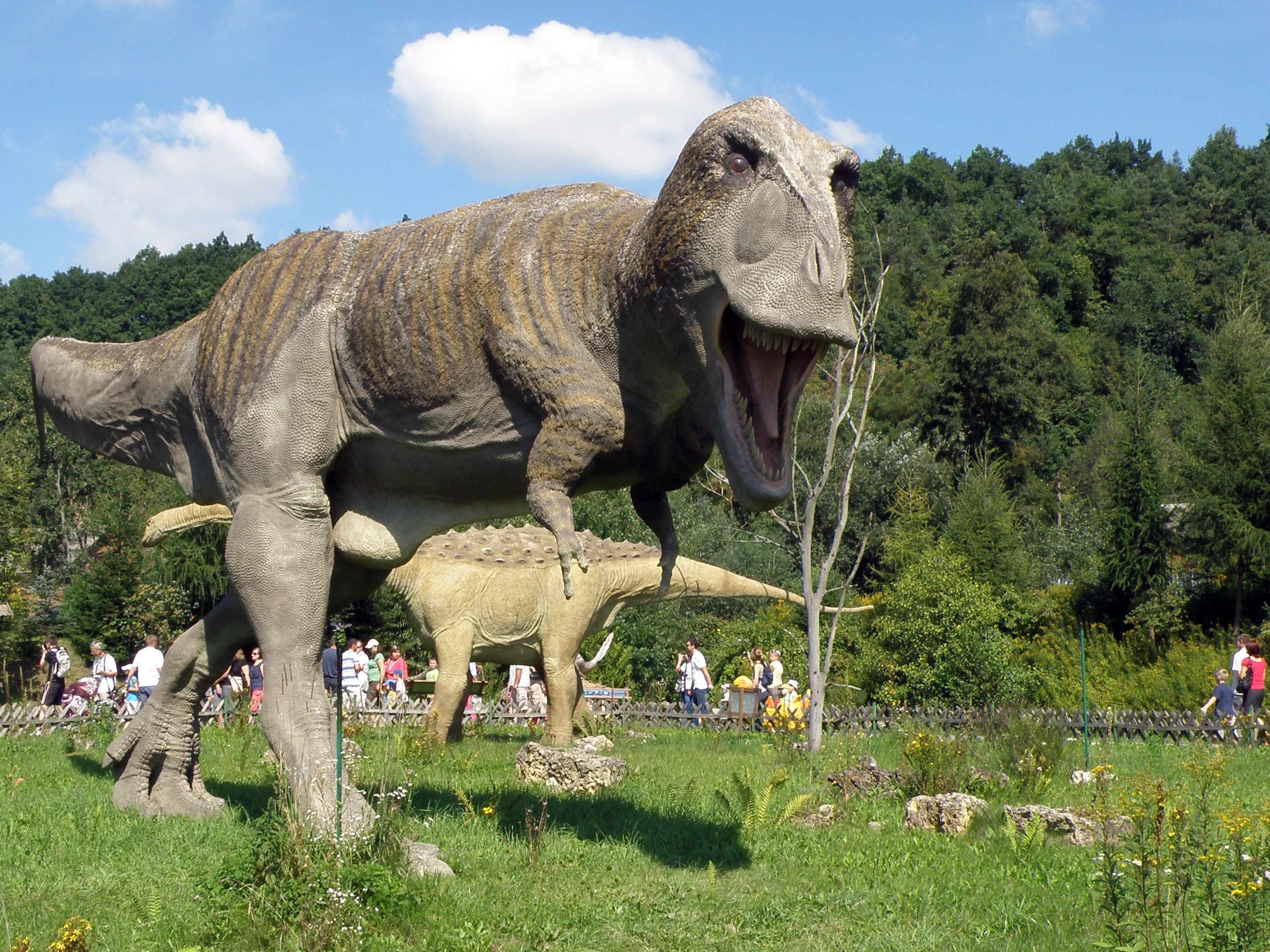
Model tyranozaura w Bałtowskim Parku Jurajskim

Tyranozaur stał się najszerzej rozpoznawanym dinozaurem, od kiedy w 1905 opisano go po raz pierwszy w prasie. Jest to jeden z nielicznych przedstawicieli tej grupy gadów zazwyczaj nazywany pełną naukową nazwą – Tyrannosaurus rex. Szeroko rozpowszechniony i używany jest także skrót T. rex (często niepoprawnie pisany „T-Rex”). Robert Bakker wspomina o tym w książce The Dinosaur Heresies i wyjaśnia, że nazwa taka jak Tyrannosaurus rex, jest po prostu zbyt trudna do wymówienia.
Muzea wystawiające tyranozaury są bardzo popularne. Na otwarciu wystawy z „Sue” w Muzeum Historii Naturalnej w Chicago w 2003 zgromadziło się około 10 000 ludzi. T. rex pojawiał się też wiele razy w telewizji i filmach, między innymi w Zaginionym świecie, King Kongu, Parku Jurajskim, trzech częściach Toy Story, Wędrówkach z dinozaurami, Nocy w muzeum oraz wielu innych. Tyranozaury występują także w wielu książkach i komiksach, takich jak Calvin i Hobbes. Są zazwyczaj przedstawiane jako największe i najbardziej przerażające drapieżniki ze wszystkich, choć w rzeczywistości były większe mięsożerne dinozaury. Poza tym jeden z zespołów muzycznych obrał sobie ten gatunek jako nazwę (T. Rex). Popularne są również nawiązujące do tyranozaura zabawki, liczne gry wideo i inne towary z nim związane. Z popularności tyranozaura korzysta także biznes, często używając go w reklamach, ogłoszeniach itp.
Makietę tyranozaura naturalnych rozmiarów można obejrzeć także w Polsce – w Parku Jurajskim w Bałtowie, założonym w 2004, po odkryciu w tym regionie skamieniałych tropów dinozaurów.

### Filatelistyka
Poczta Polska wyemitowała 5 marca 1965 znaczek pocztowy przedstawiający tyranozaura o nominale 6,50 zł, w serii Zwierzęta prehistoryczne. Autorem projektu znaczka był Andrzej Heidrich. Znaczek pozostawał w obiegu do 31 grudnia 1994.